# Biserica reformată din Ozun

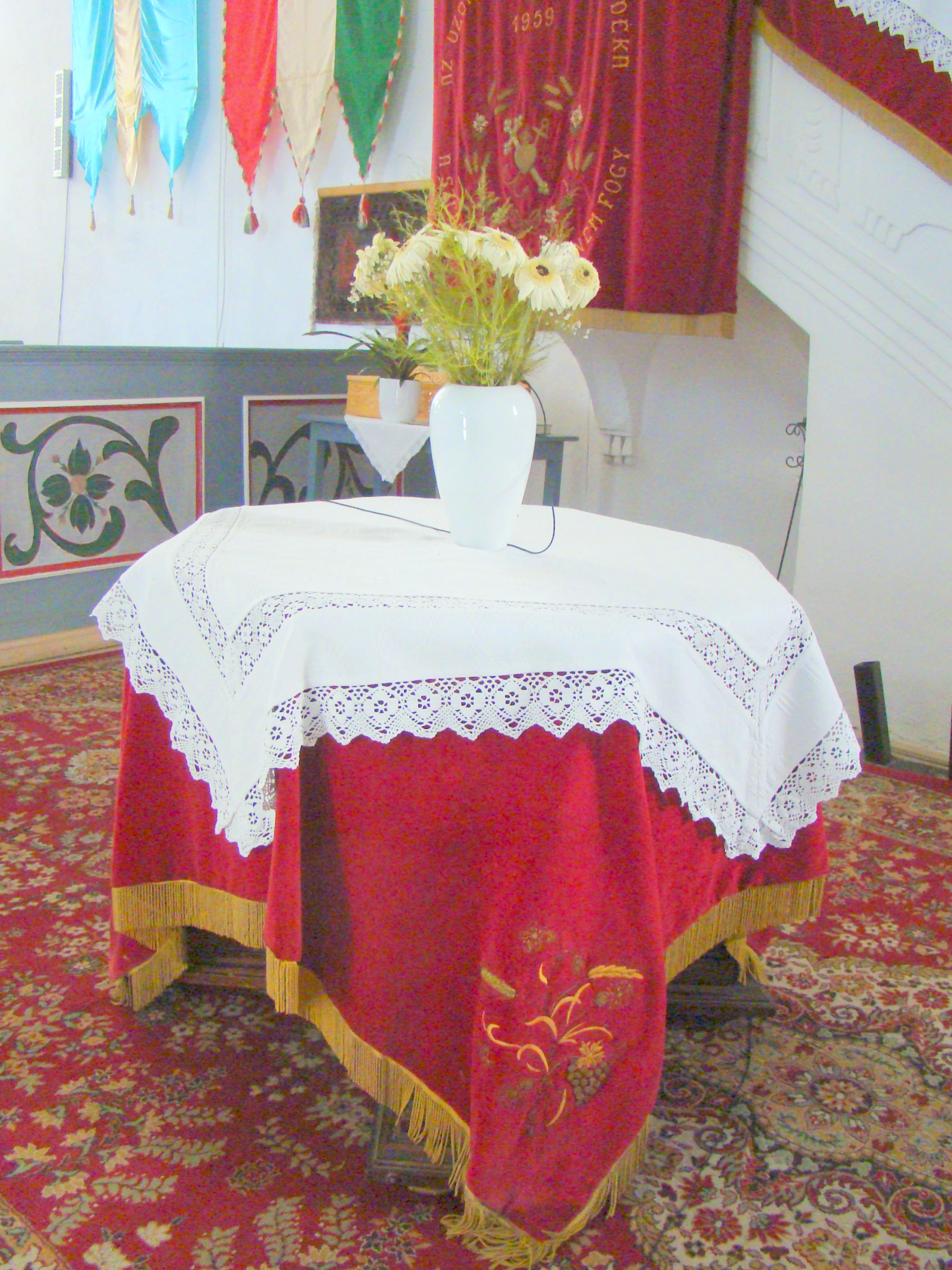
Masa Domnului

Biserica reformată din Ozun este un ansamblu de monumente istorice aflat pe teritoriul satului Ozun, comuna Ozun. În Repertoriul Arheologic Național, monumentul apare cu codul 64657.04.
Ansamblul este format din două monumente:
- Biserica reformată (cod LMI CV-II-m-B-13243.01)
- Zid de incintă (fragmente), cu turn clopotniță (cod LMI CV-II-m-B-13243.02)

## Localitatea
Ozun (maghiară Uzon) este satul de reședință al comunei cu același nume din județul Covasna, Transilvania, România. Se află în Depresiunea Brașovului, pe Râul Negru. Prima atestare documentară datează din anul 1332, cu denumirea Uzun.

## Biserica
Biserica romanică a fost înlocuită de un lăcaș de cult construit în stil gotic, în secolul XV, înconjurat de o fortificație. Cetatea bisericească a fost distrusă parțial, de-a lungul timpului, de mai multe ori. În anul 1612 a fost asediată de armata judelui Brașovului, Michael Weiss. În anul 1704 a izbucnit un incendiu mare în sat, care a distrus parțial biserica și fortificația. În 1706, din cauza unui alt asediu, în timpul războiului curuților, starea complexului de construcții s-a deteriorat în continuare. În anul 1710, anul sfârșitului Răscoalei lui Rákóczi, când ciocnirile au încetat, locuitorii au început să reconstruiască biserica. Multă vreme, această biserică și zidul fortificației nu au mai rezistat, deoarece cutremurul din 1738, și apoi cel din 1802, au deteriorat-o foarte mult. În 1806 turnul de origine medievală a fost demolat, iar în 1819 și biserica. Noua biserică a fost finalizată în 1829, iar clopotnița actuală nu a fost construită până în 1842. Ultimele rămășițe ale fortificației au fost demolate în 1901.
Vechile clopote ale bisericii au dispărut, fiind rechiziționate în timpul celor două războaie mondiale. Clopotul mare actual cântărește 339 kg și a fost realizat în 1970. Poartă inscripția: „Jöjjetek el, örvendezzünk az Úrnak. Az uzoni ref.hívek adománya 1970”. Cel mic, de 260 kg, turnat în 1922, are inscripția: „Készült az uzoni református hívők áldozatkészségéből 1922-ben. Hálás köszönet Barti Mihály és neje Szász Rózália nemes adakozóknak”.
Orga bisericii a fost realizată în 1911. Amvonul a fost construit în 1911 cu inscripția: „EXII Légy hív mindhalálig és néked adom az életnek koronáját”, iar acoperământul acestuia, donat de femeile reformate în 1959, are brodat mesajul: „A szeretet soha el nem fogy 1959”.

## Imagini din exterior

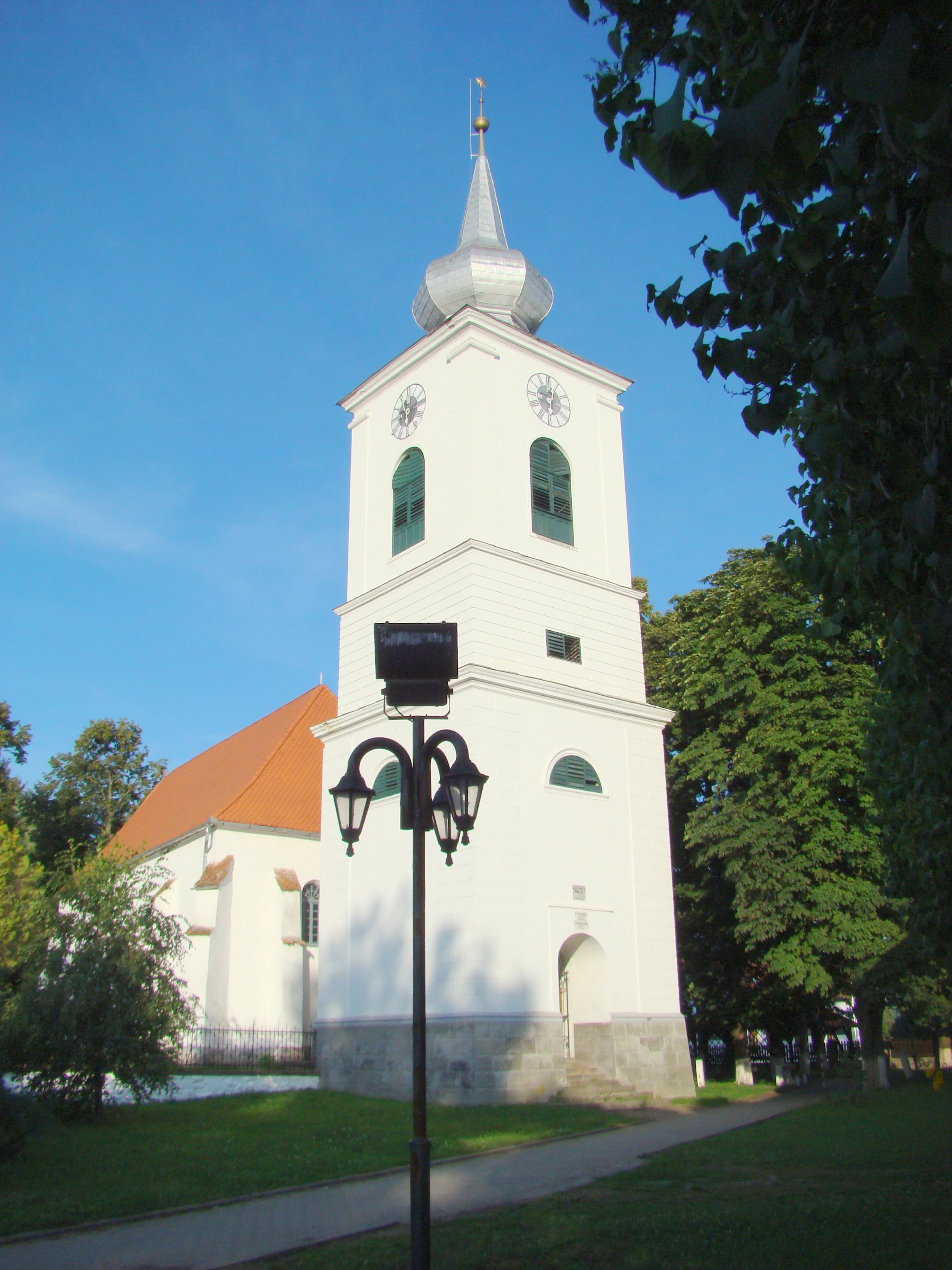
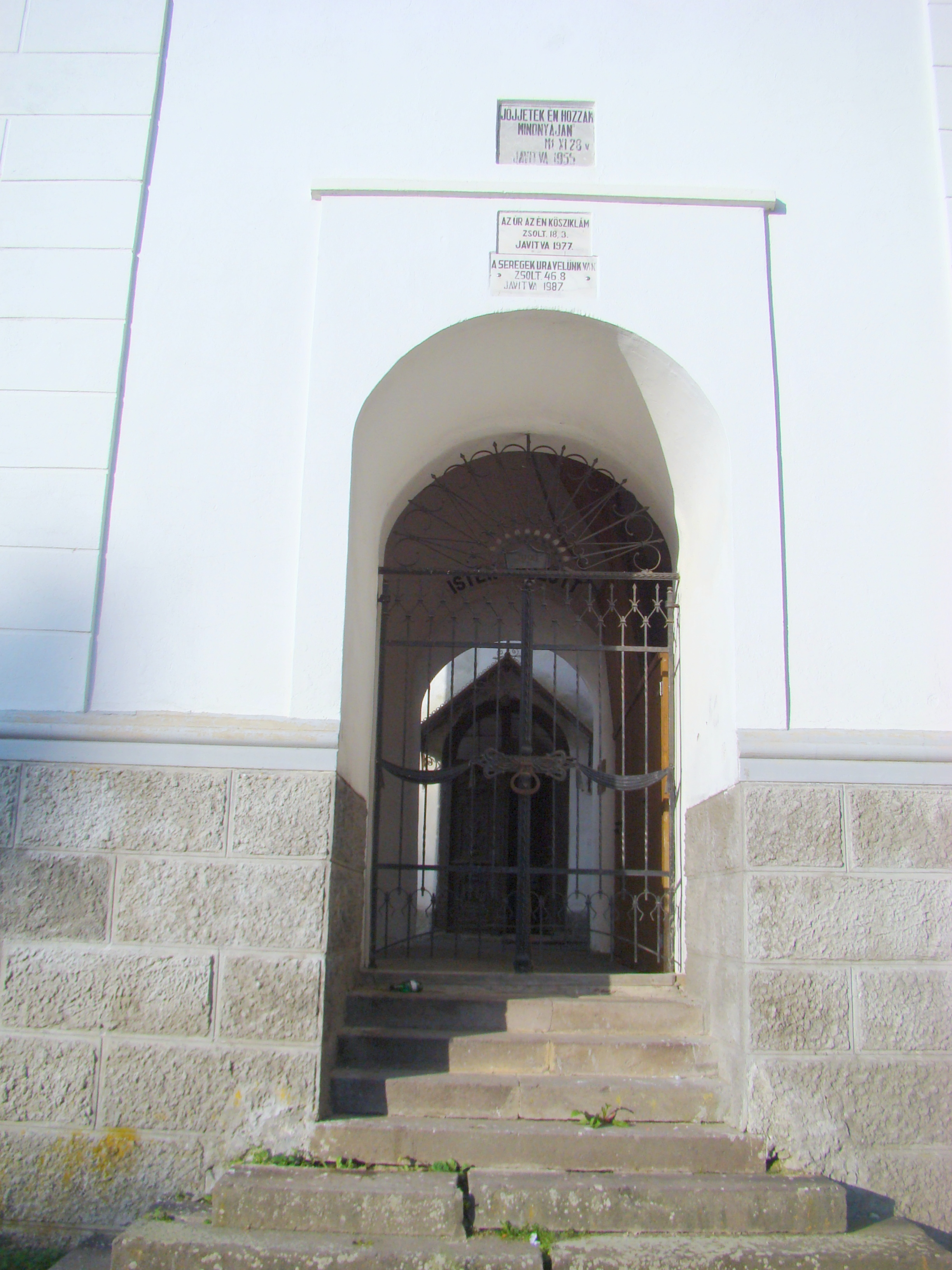
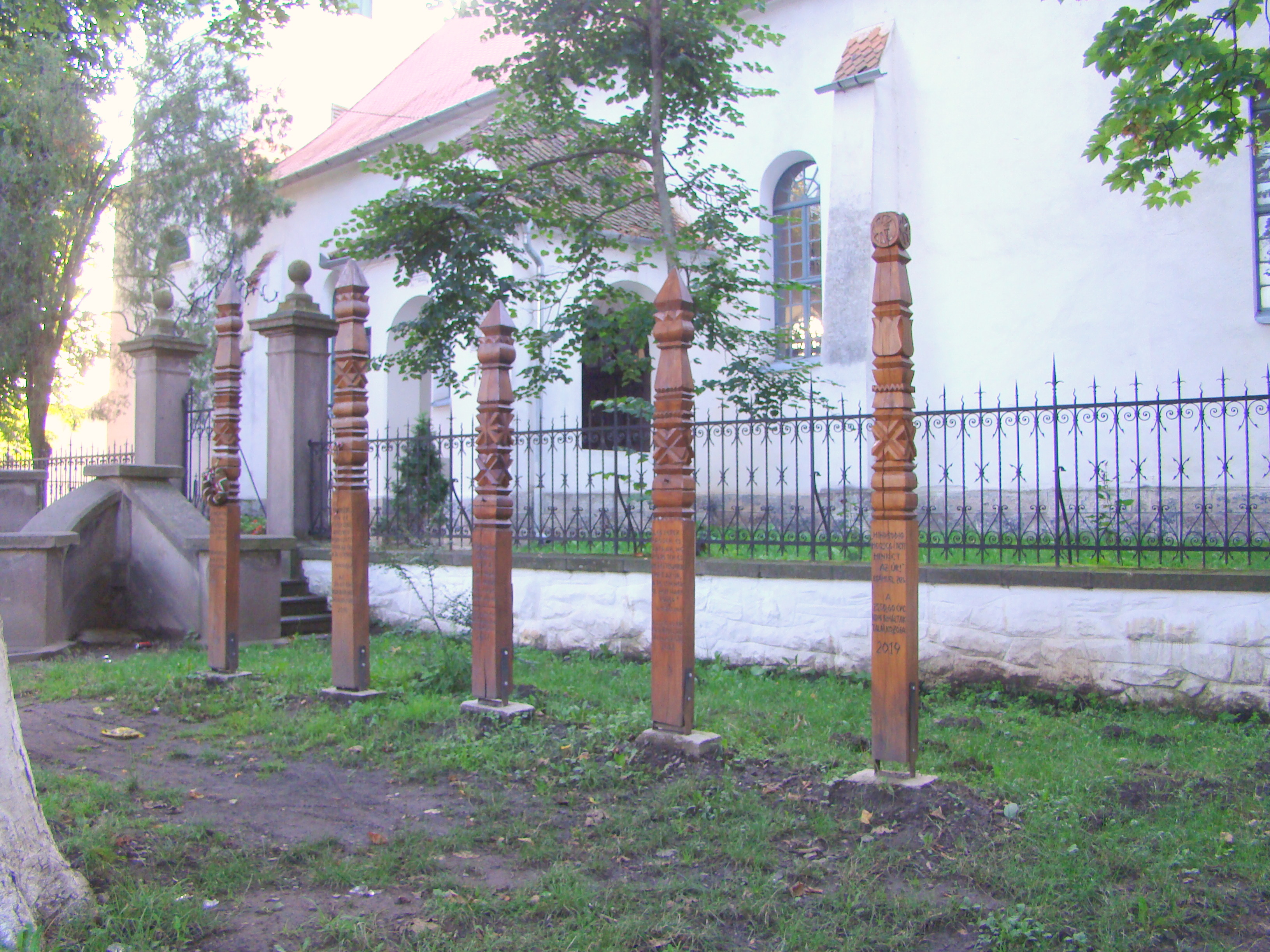
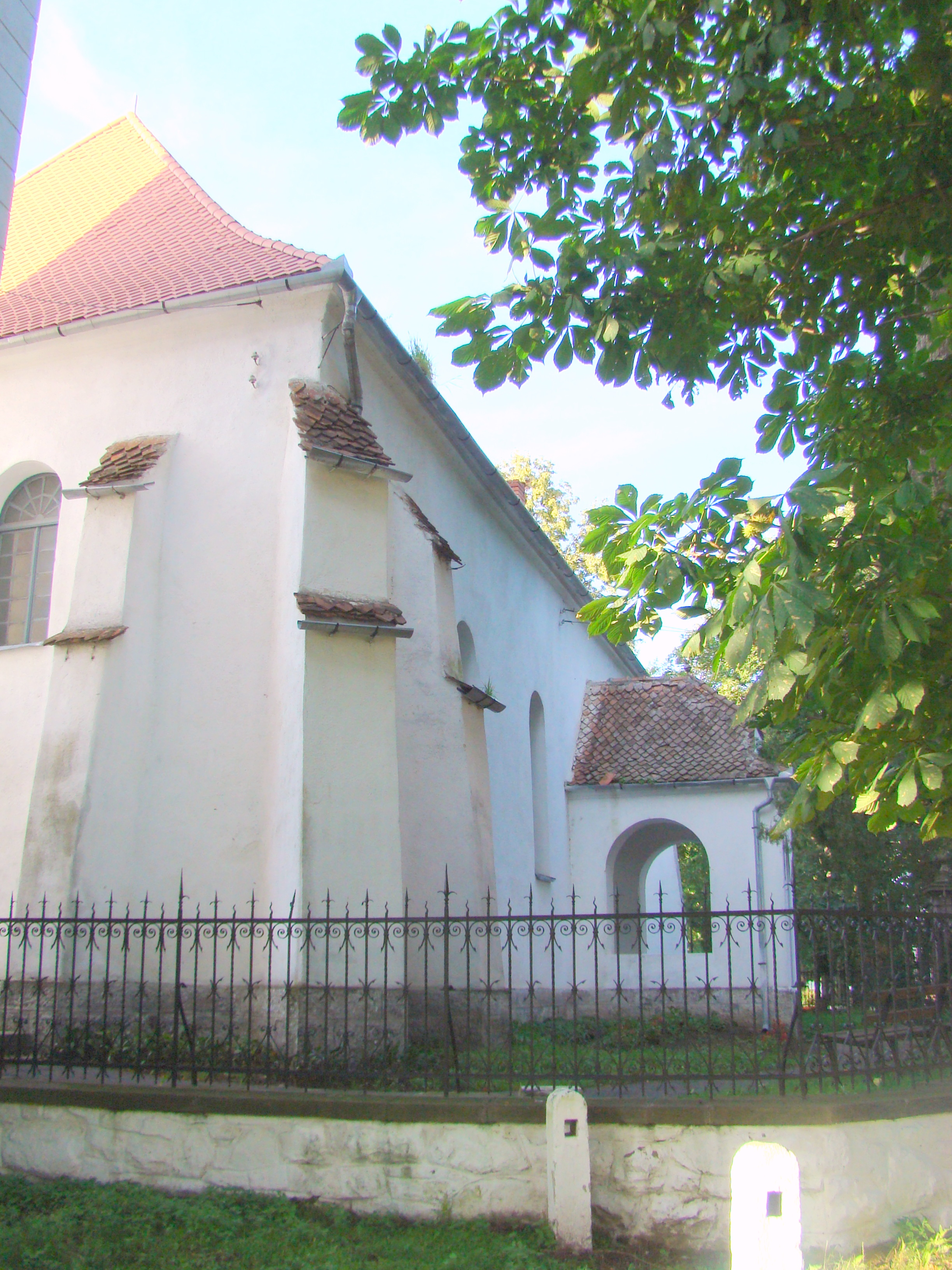
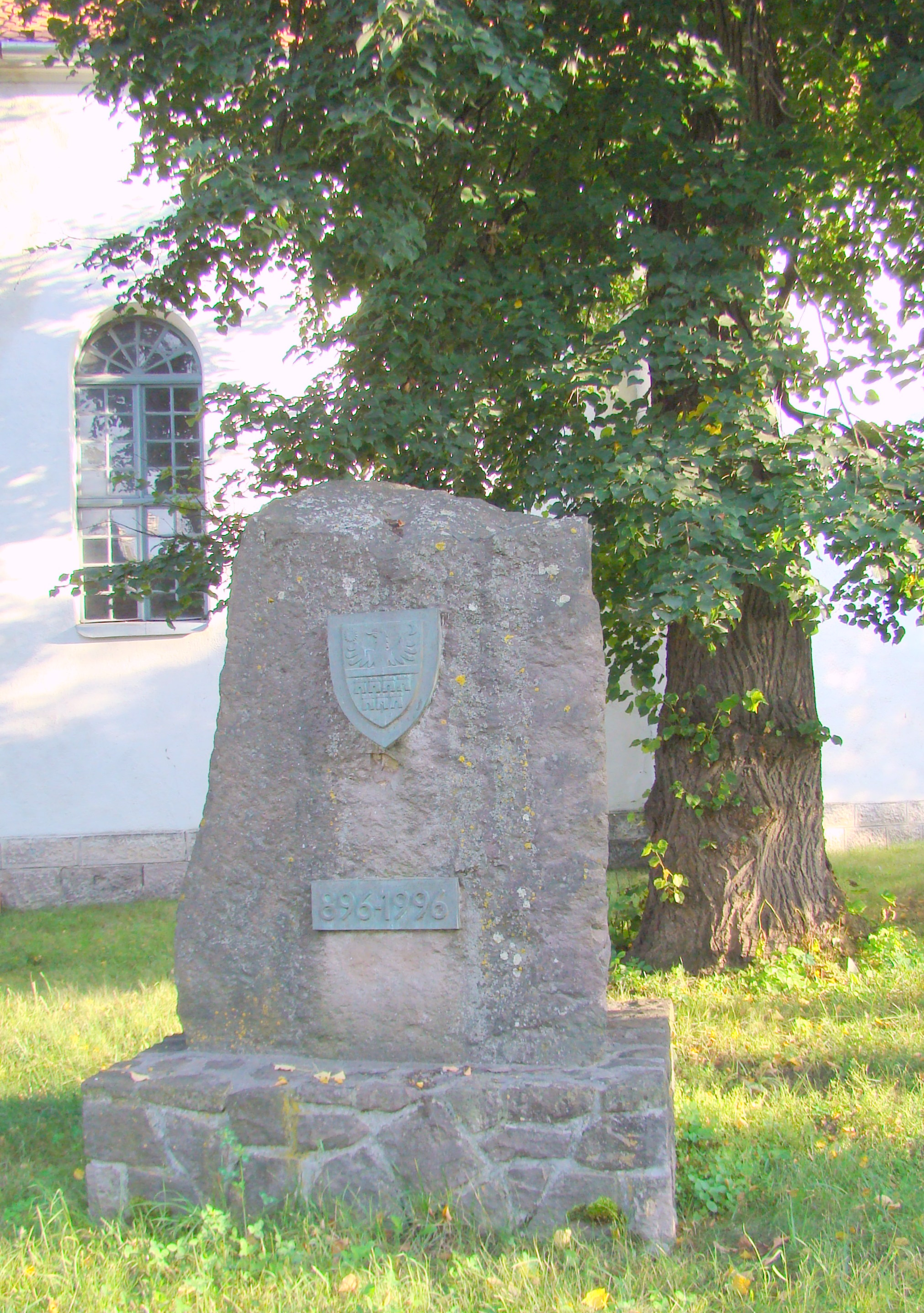
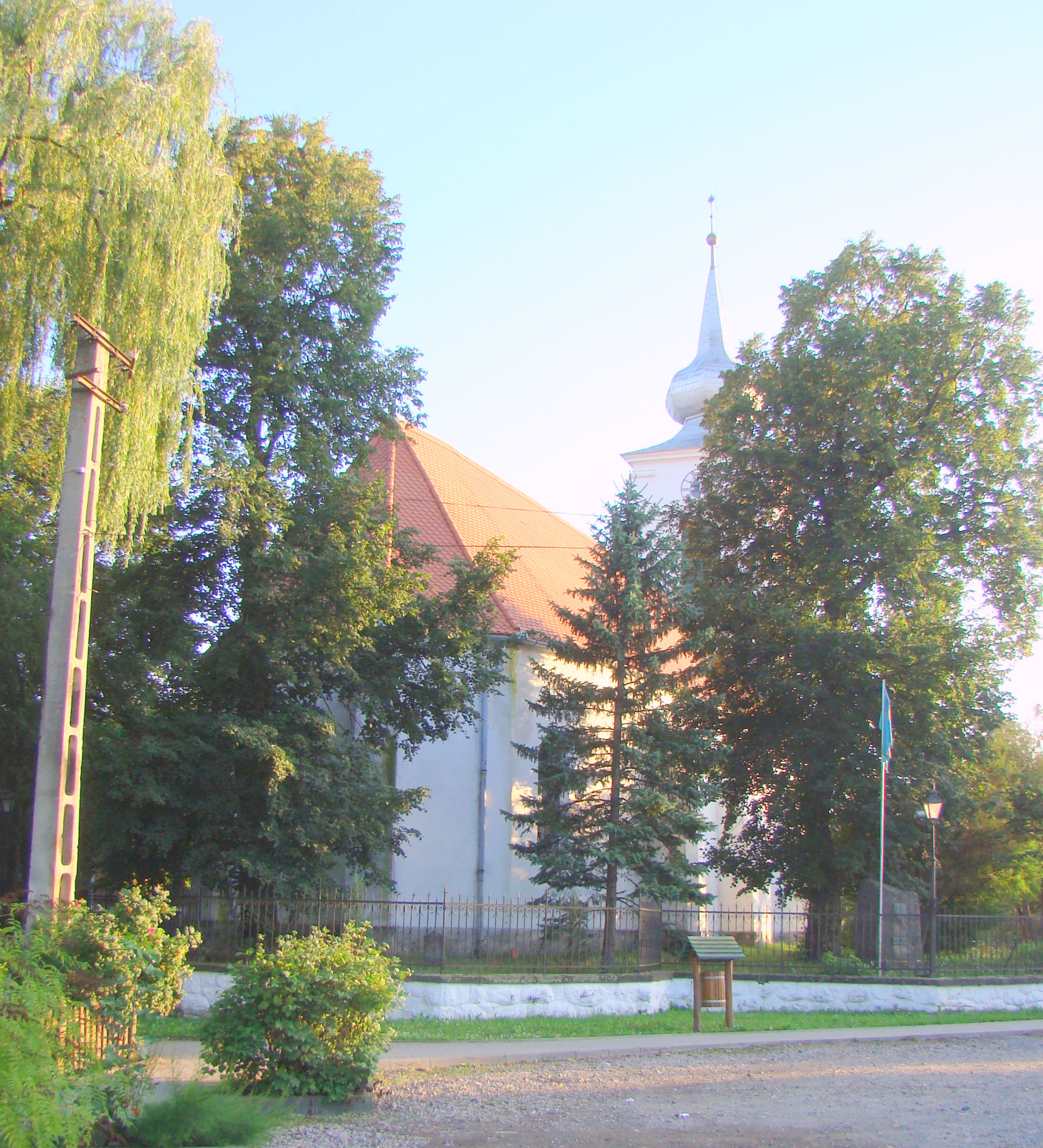
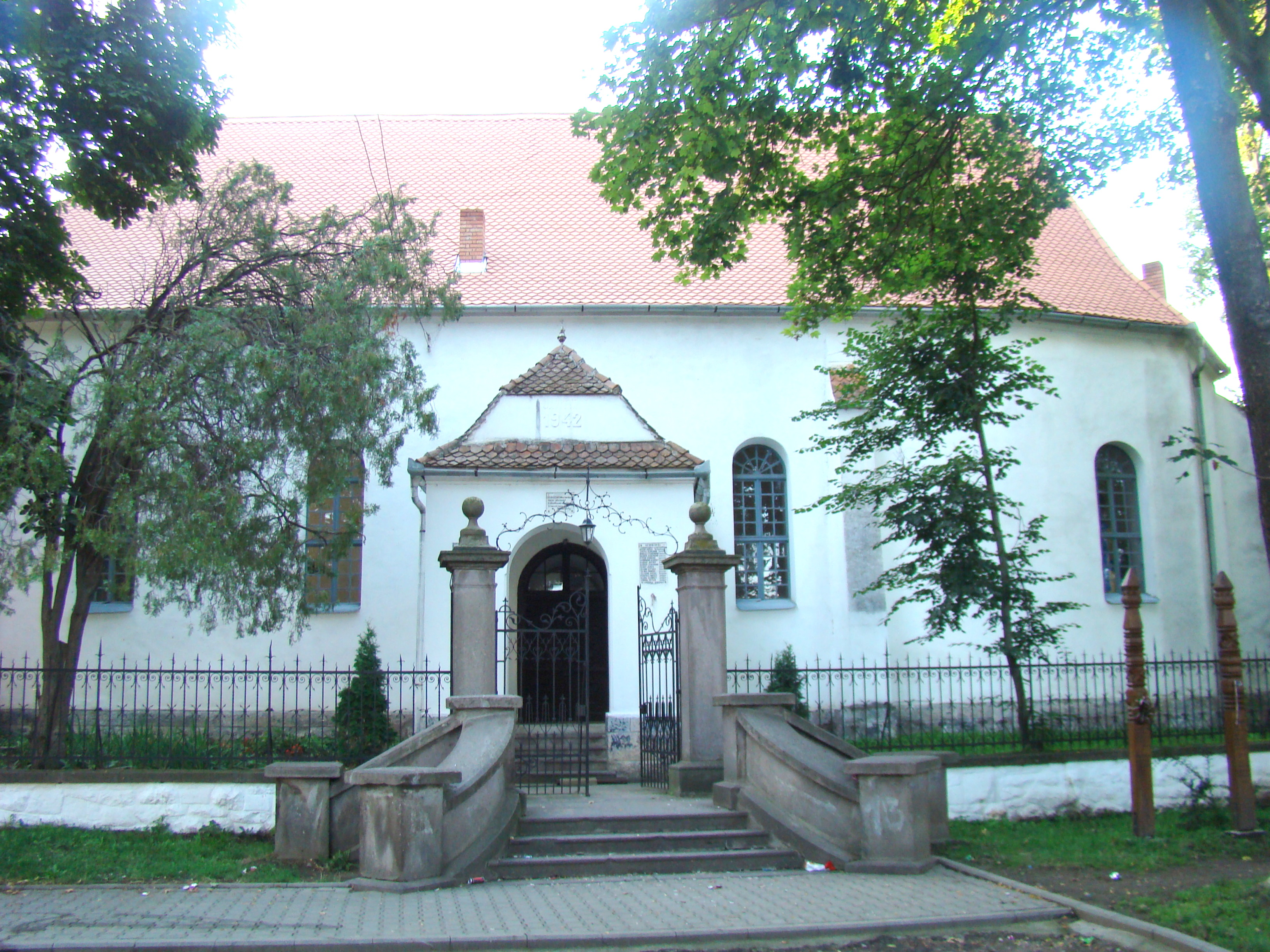
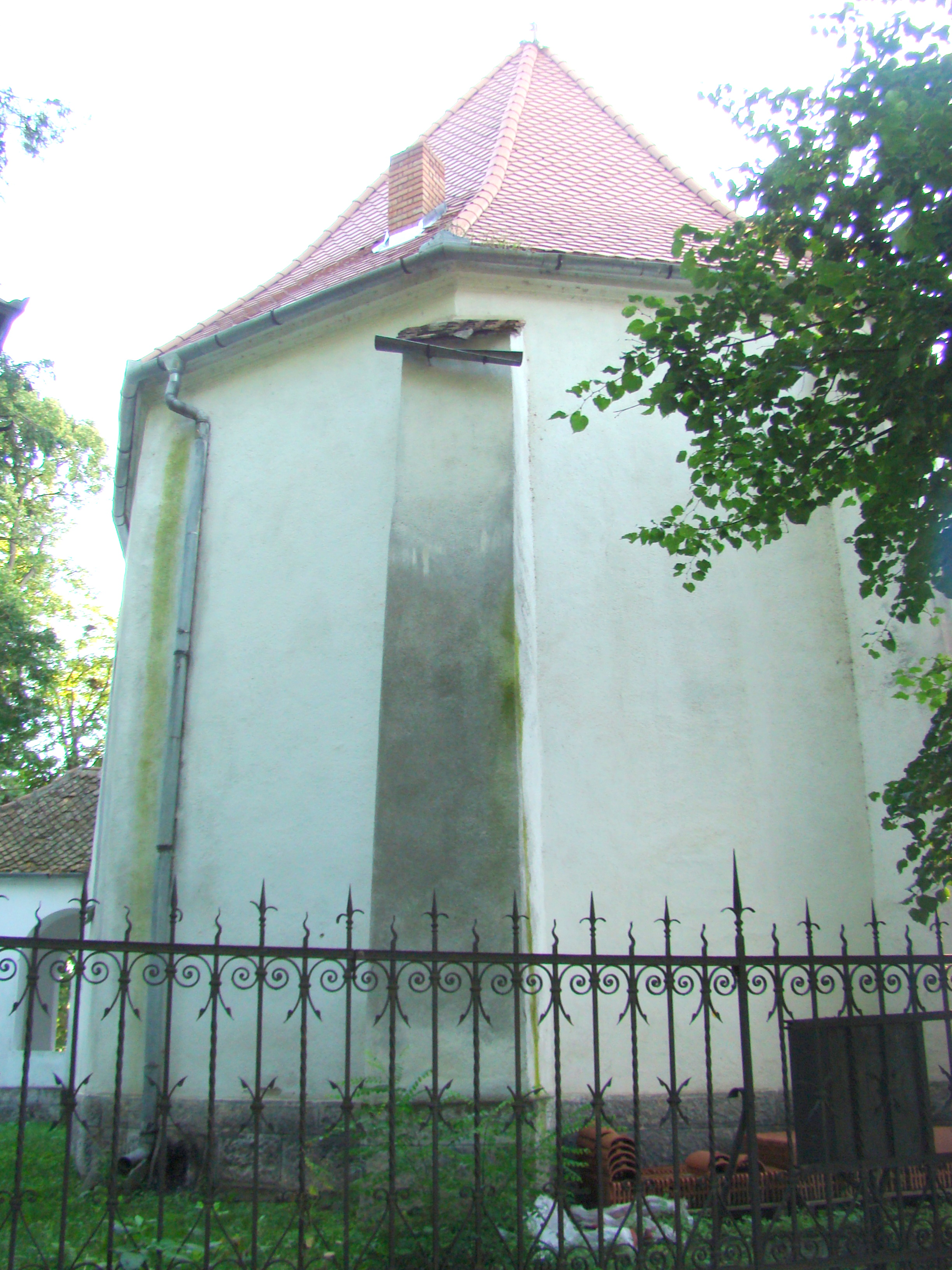
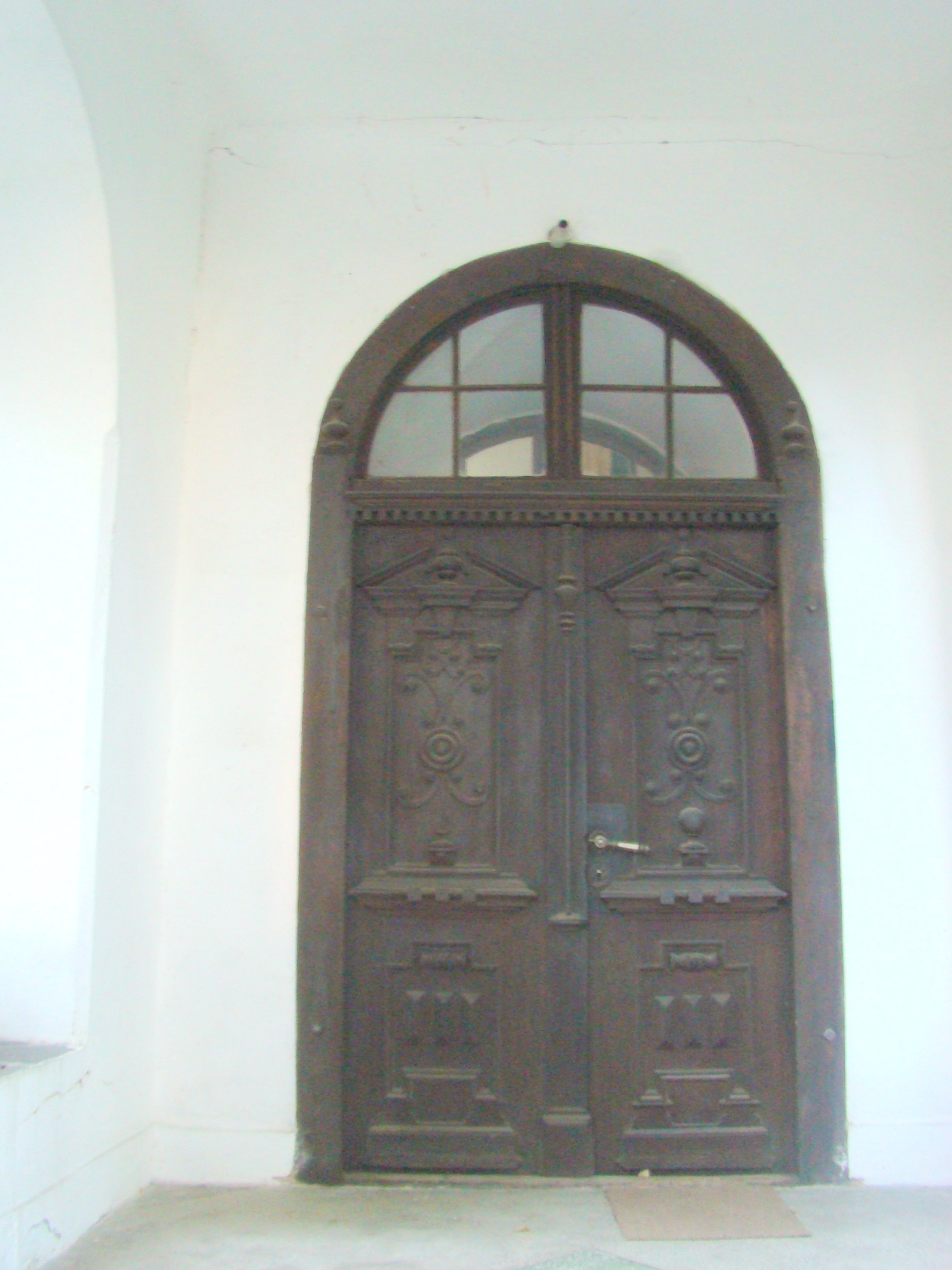
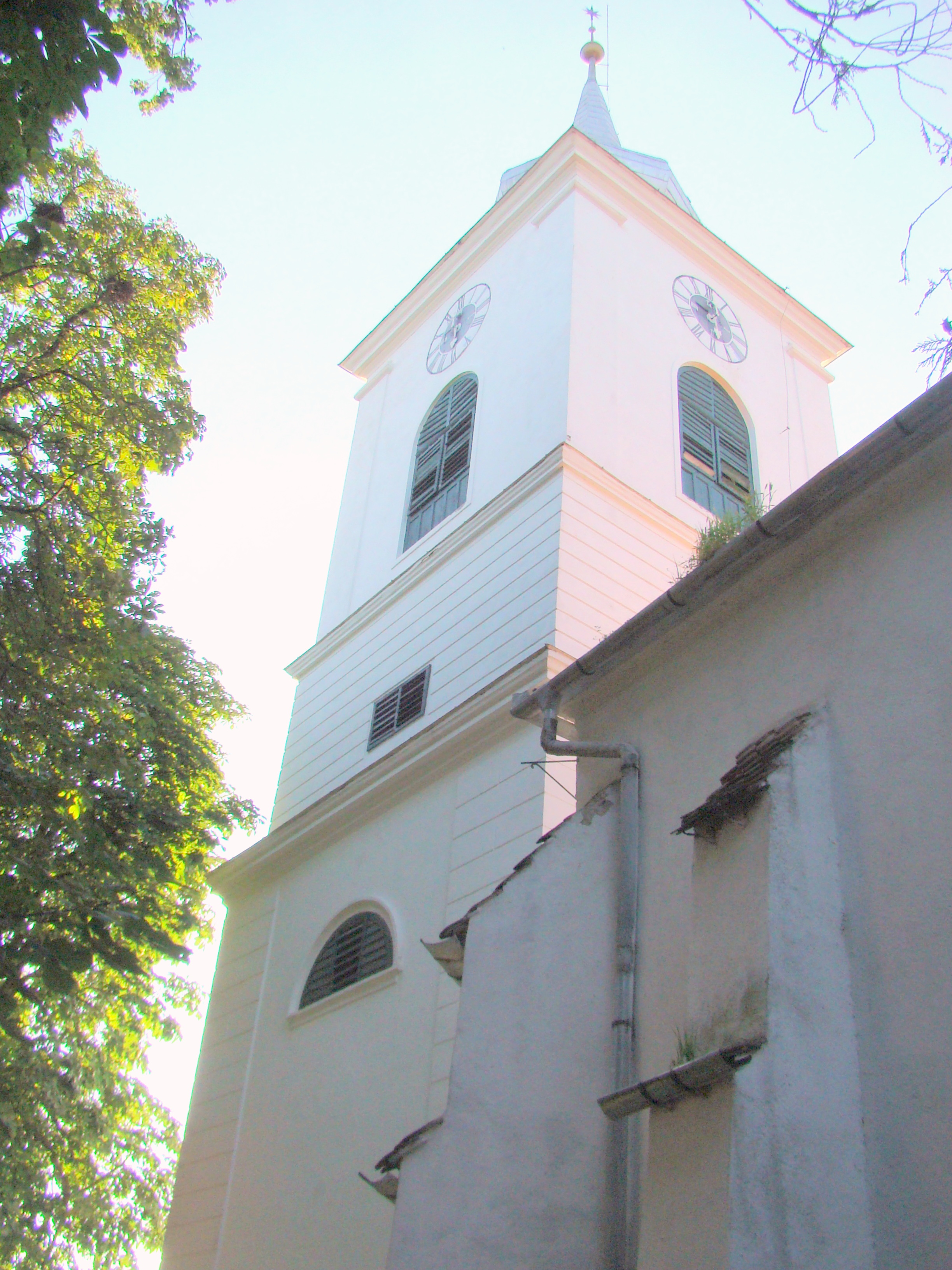
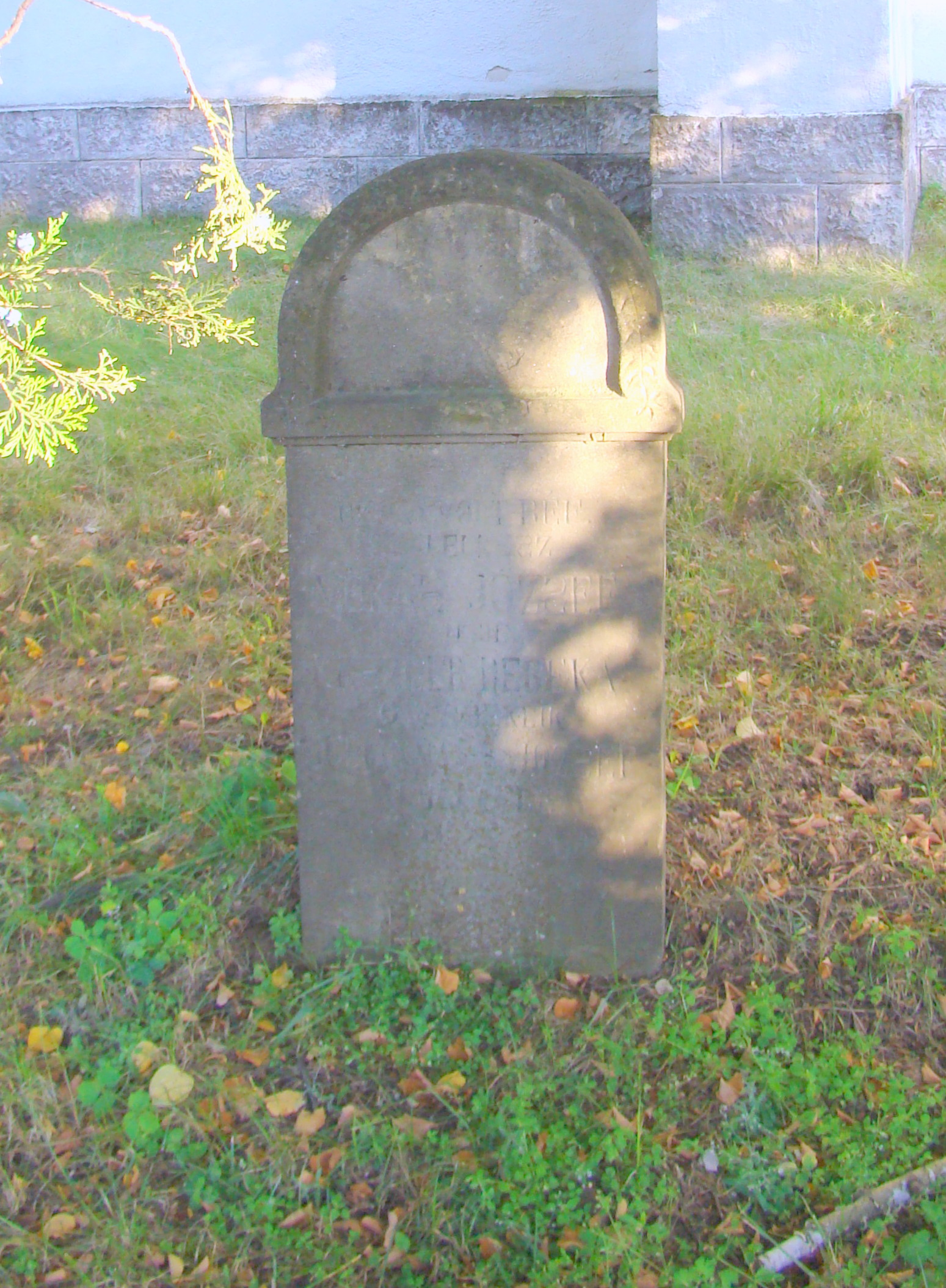
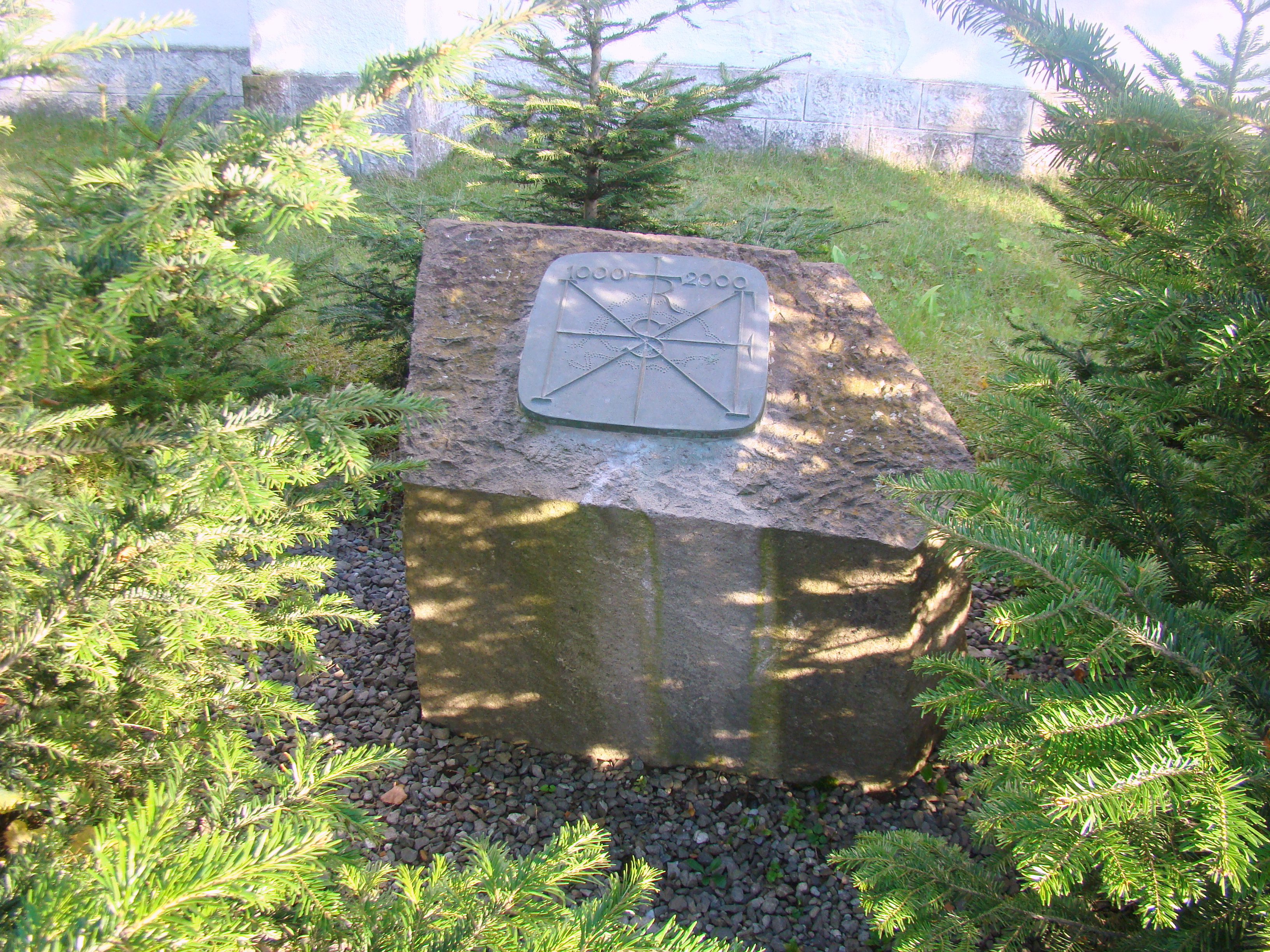
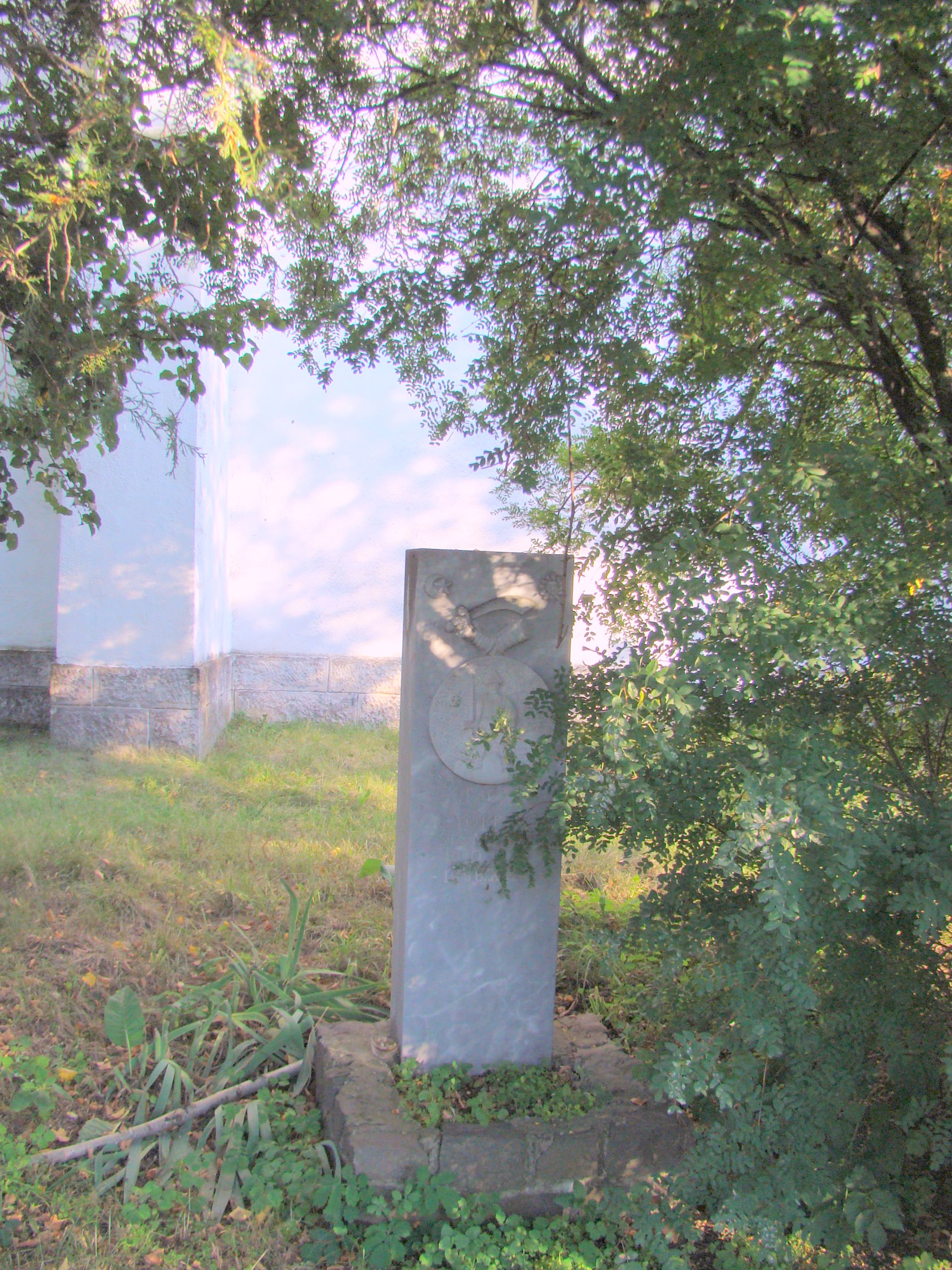
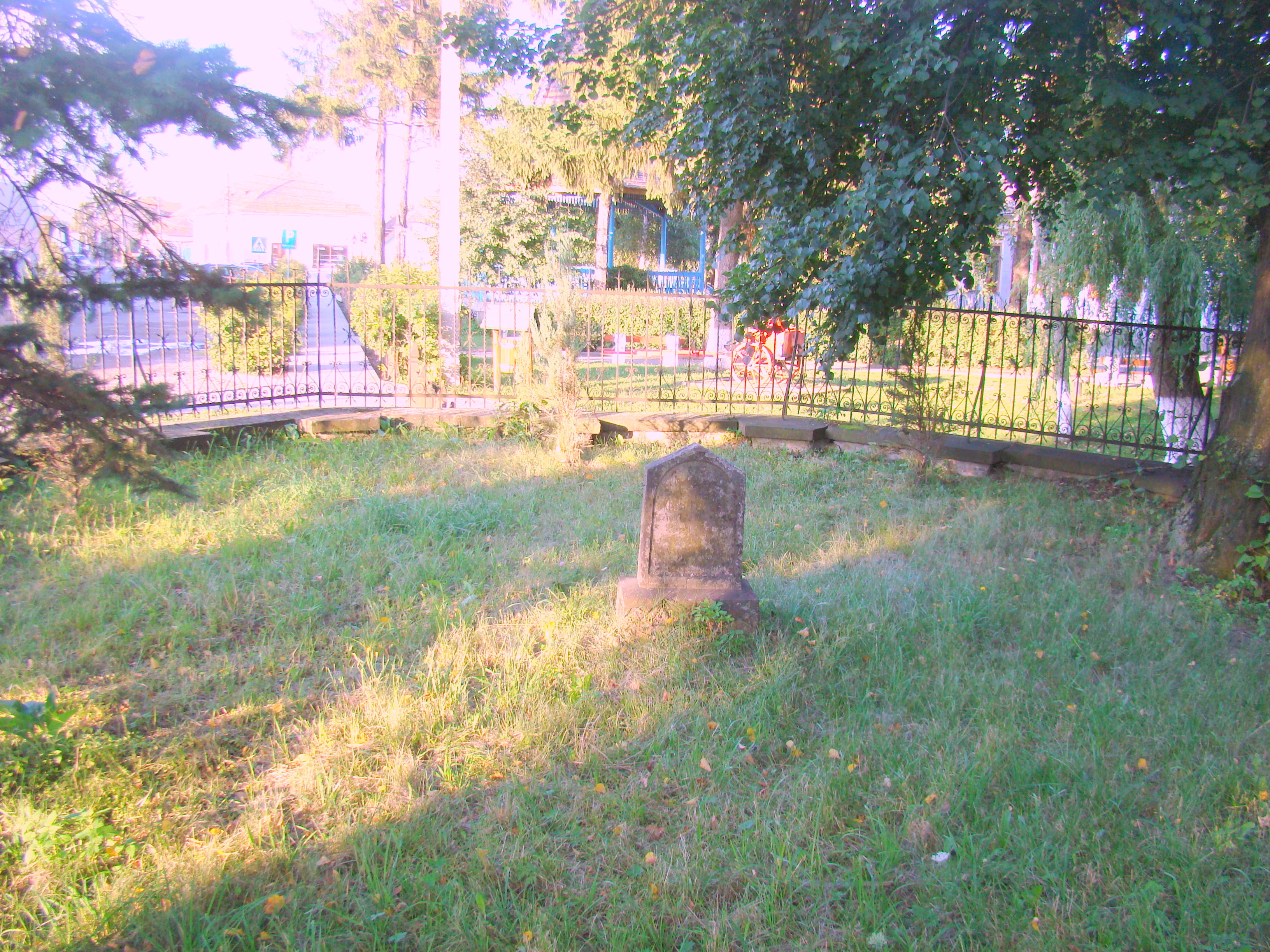
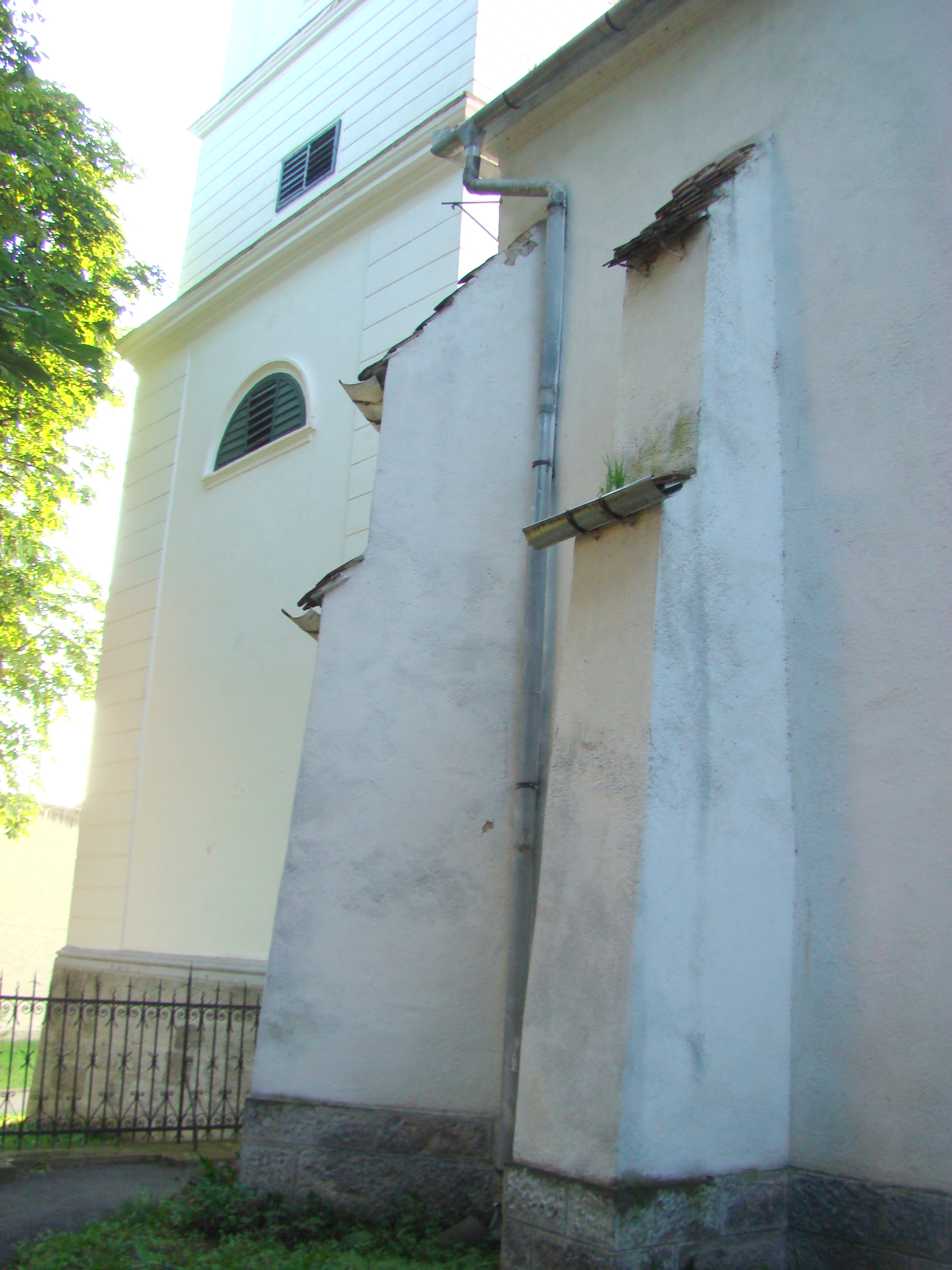
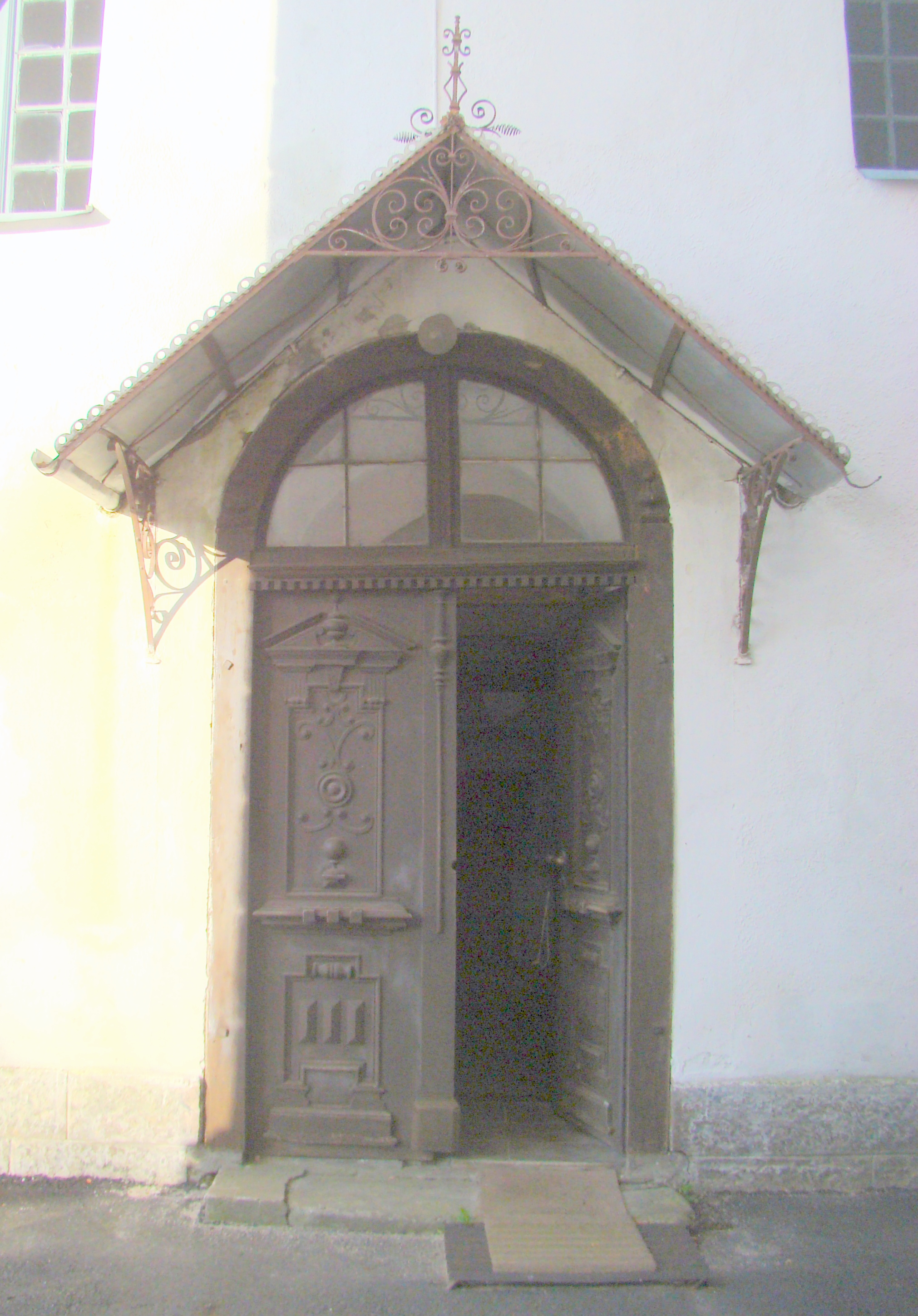
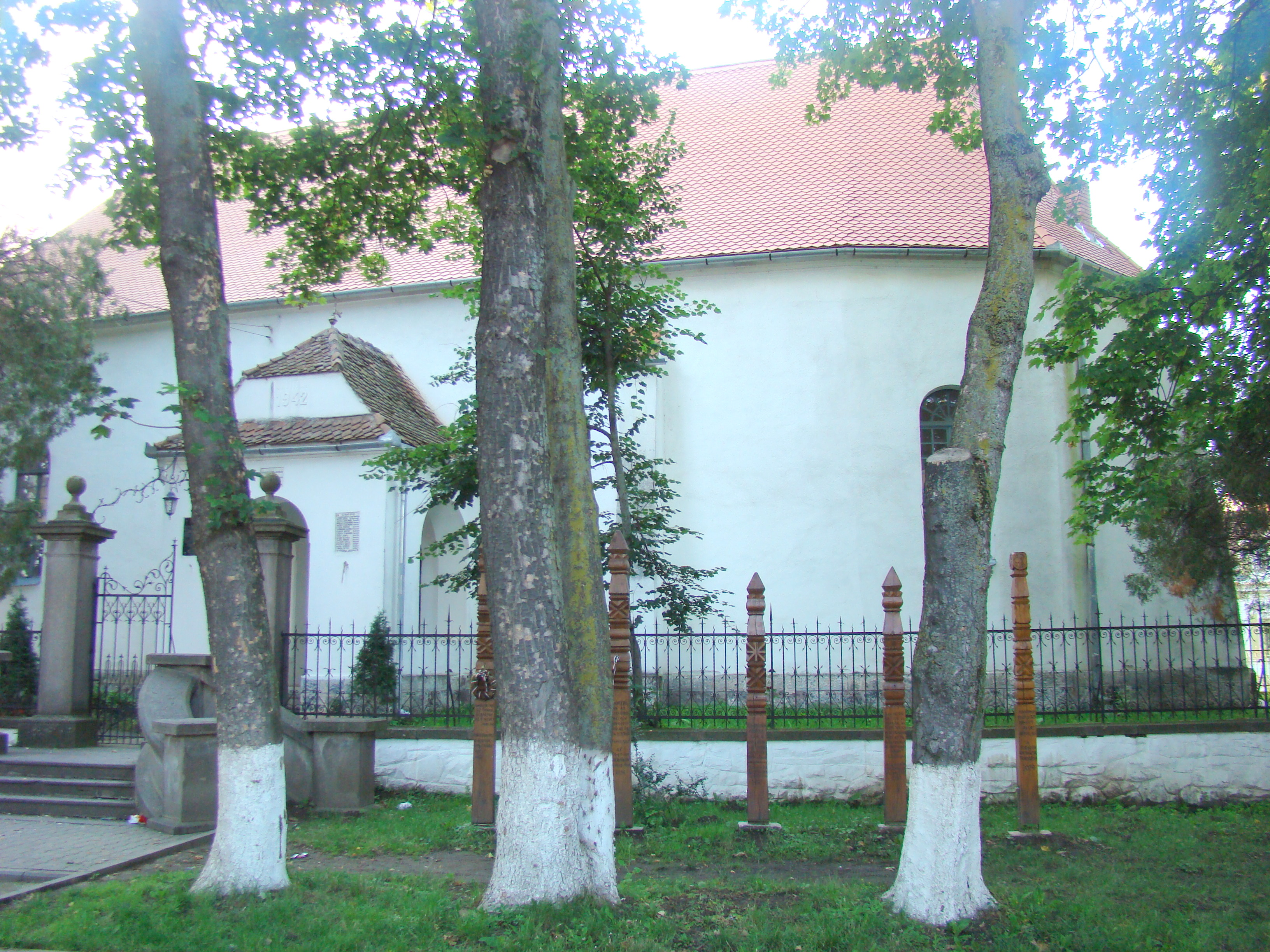
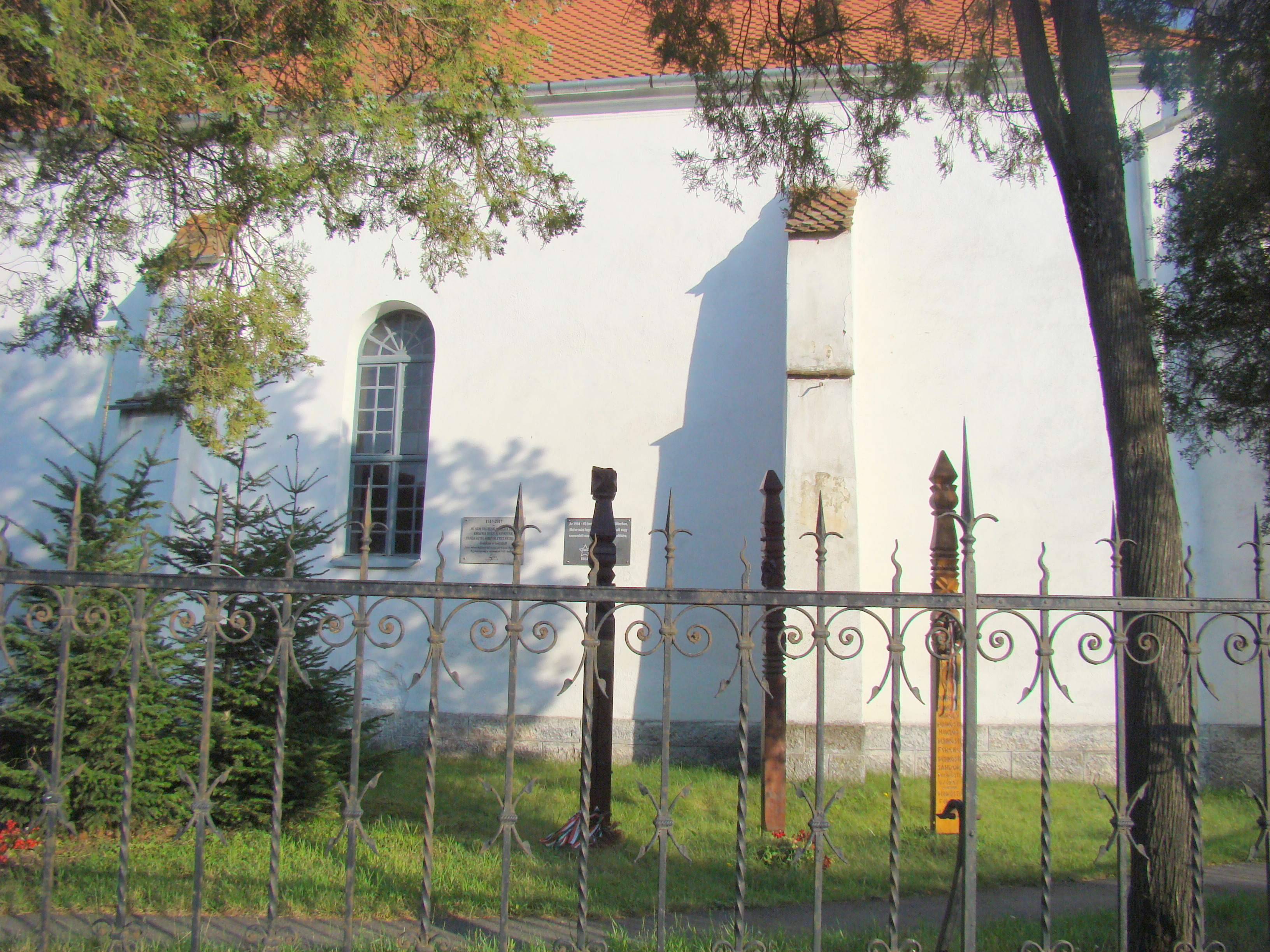
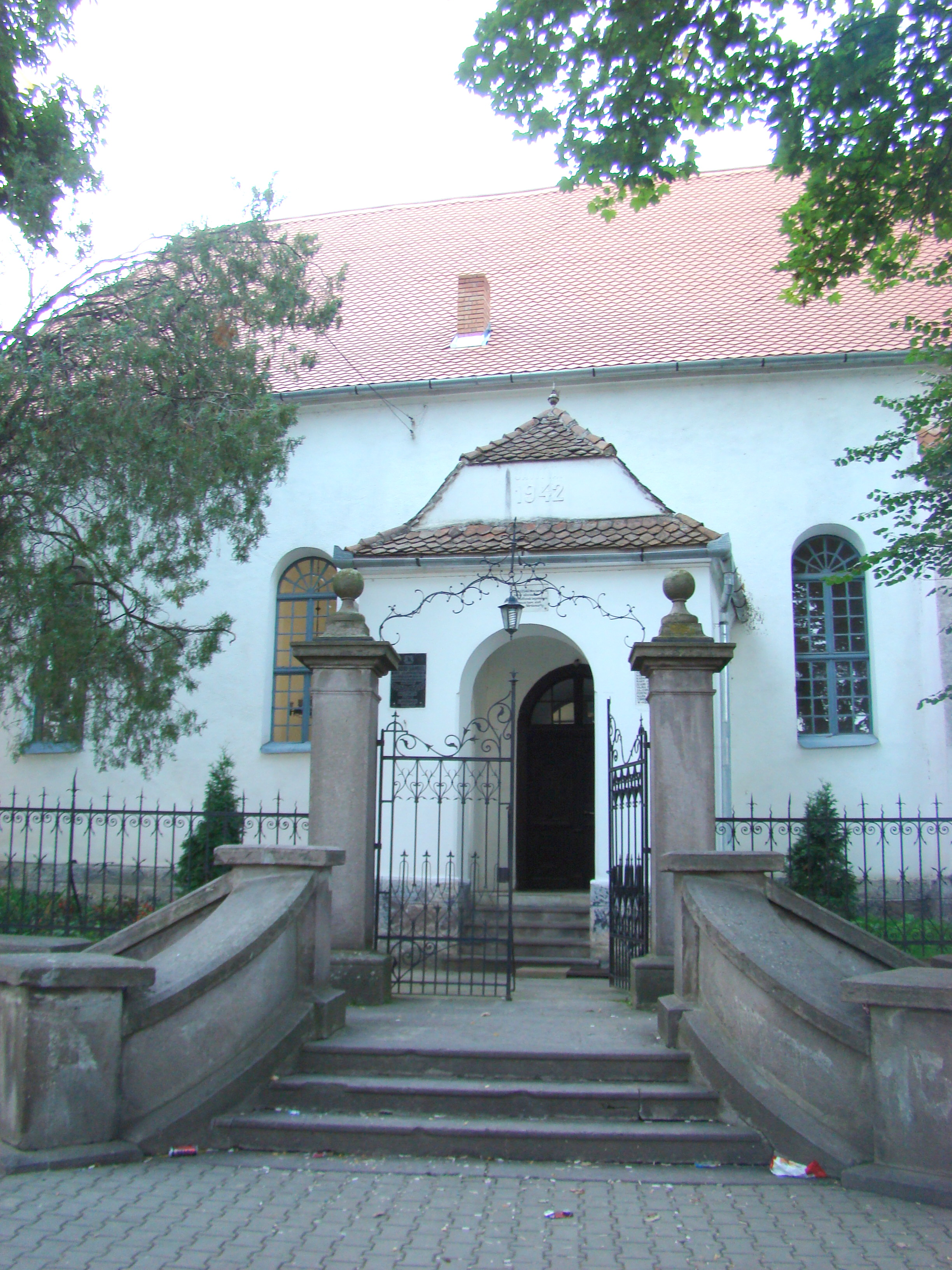
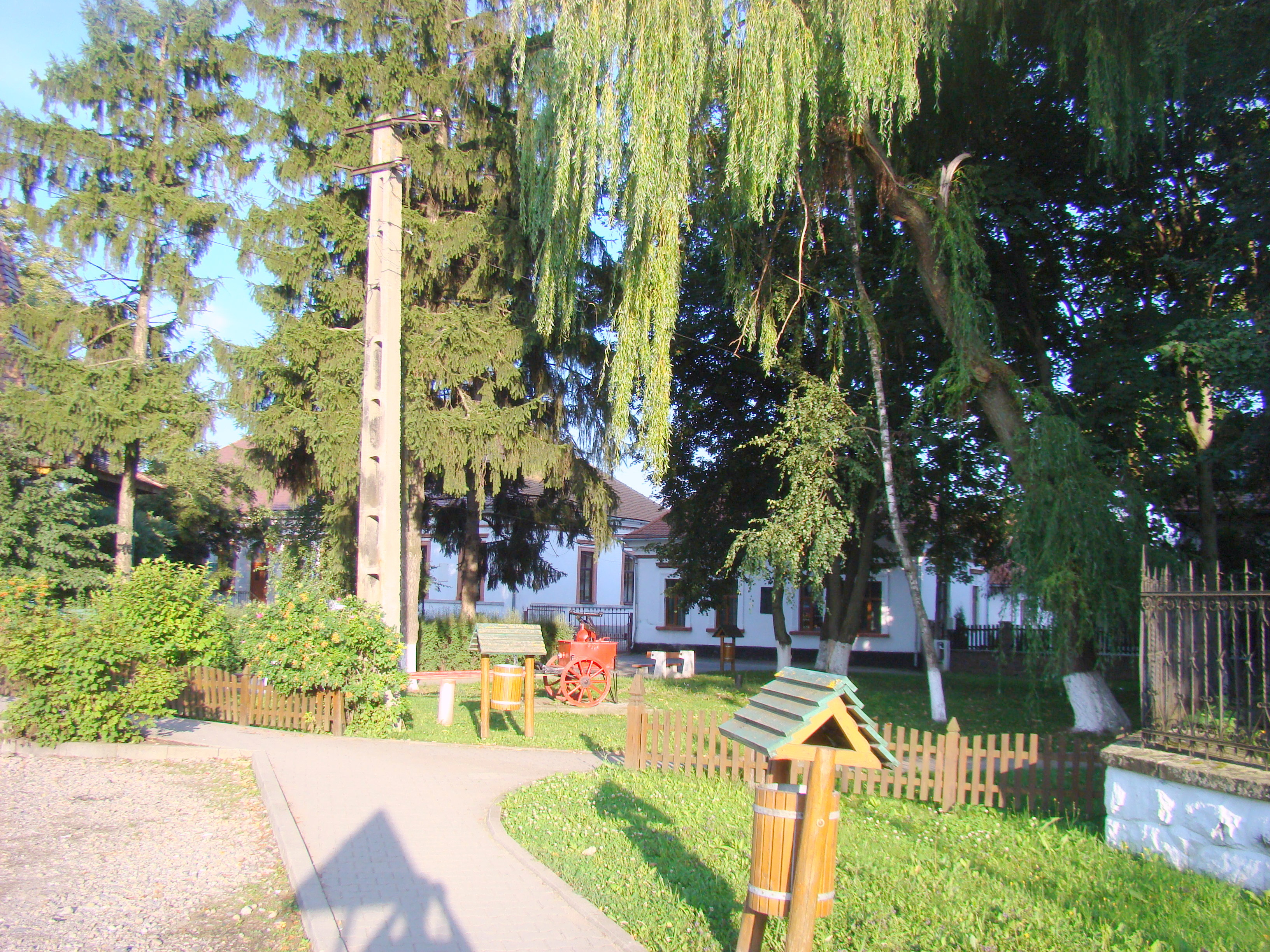
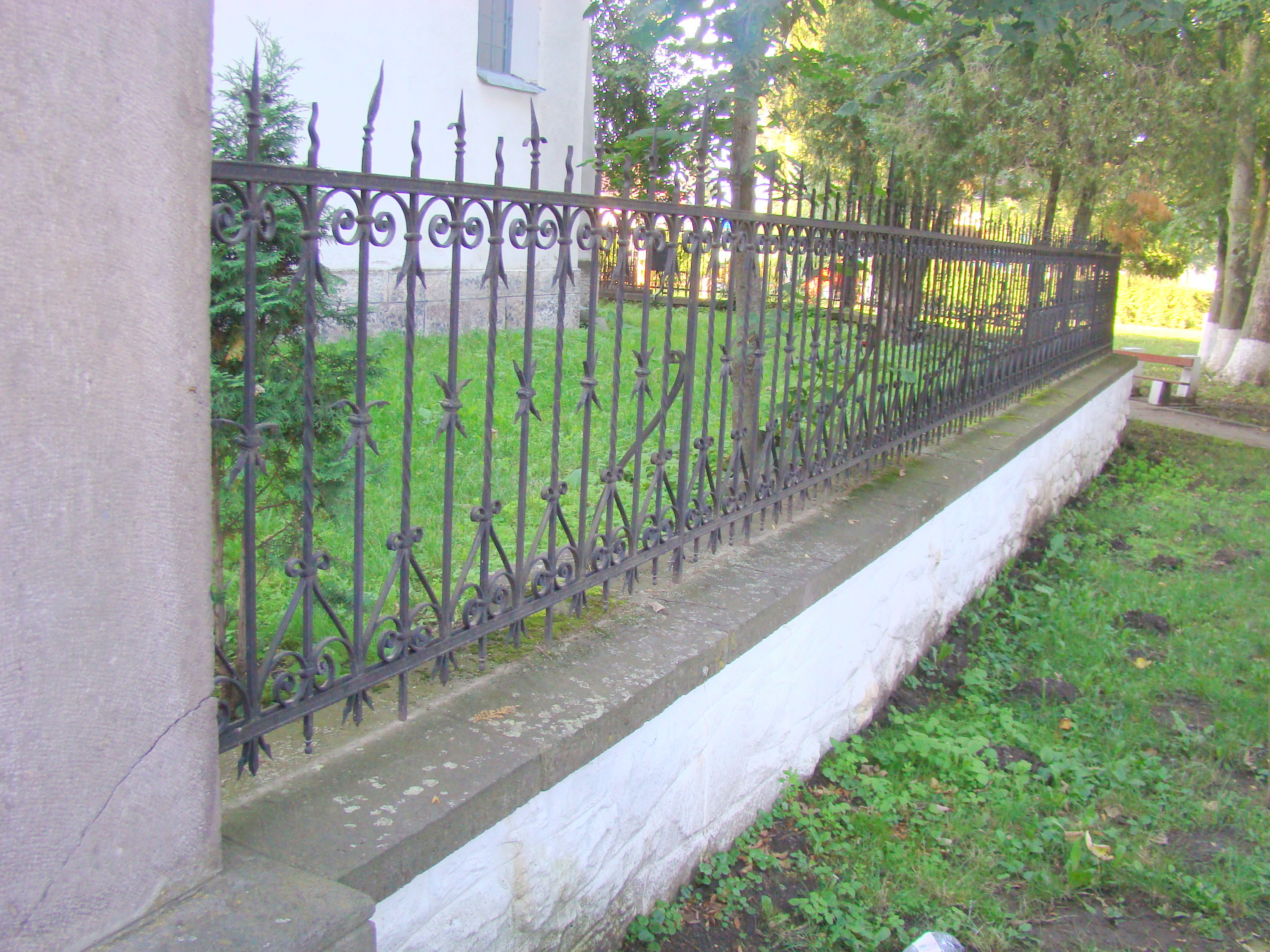

## Vezi și
- Ozun, Covasna

## Imagini din interior

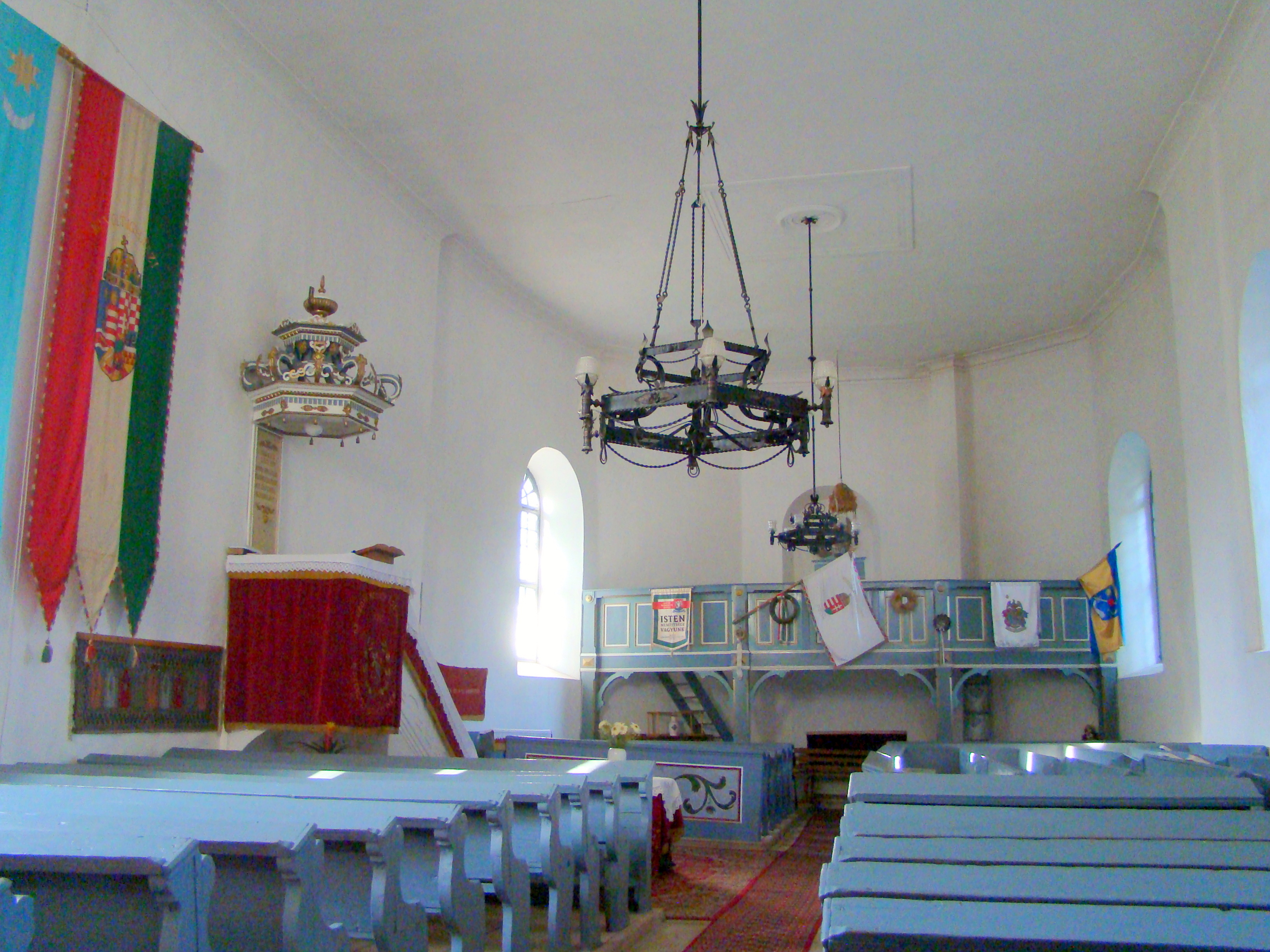
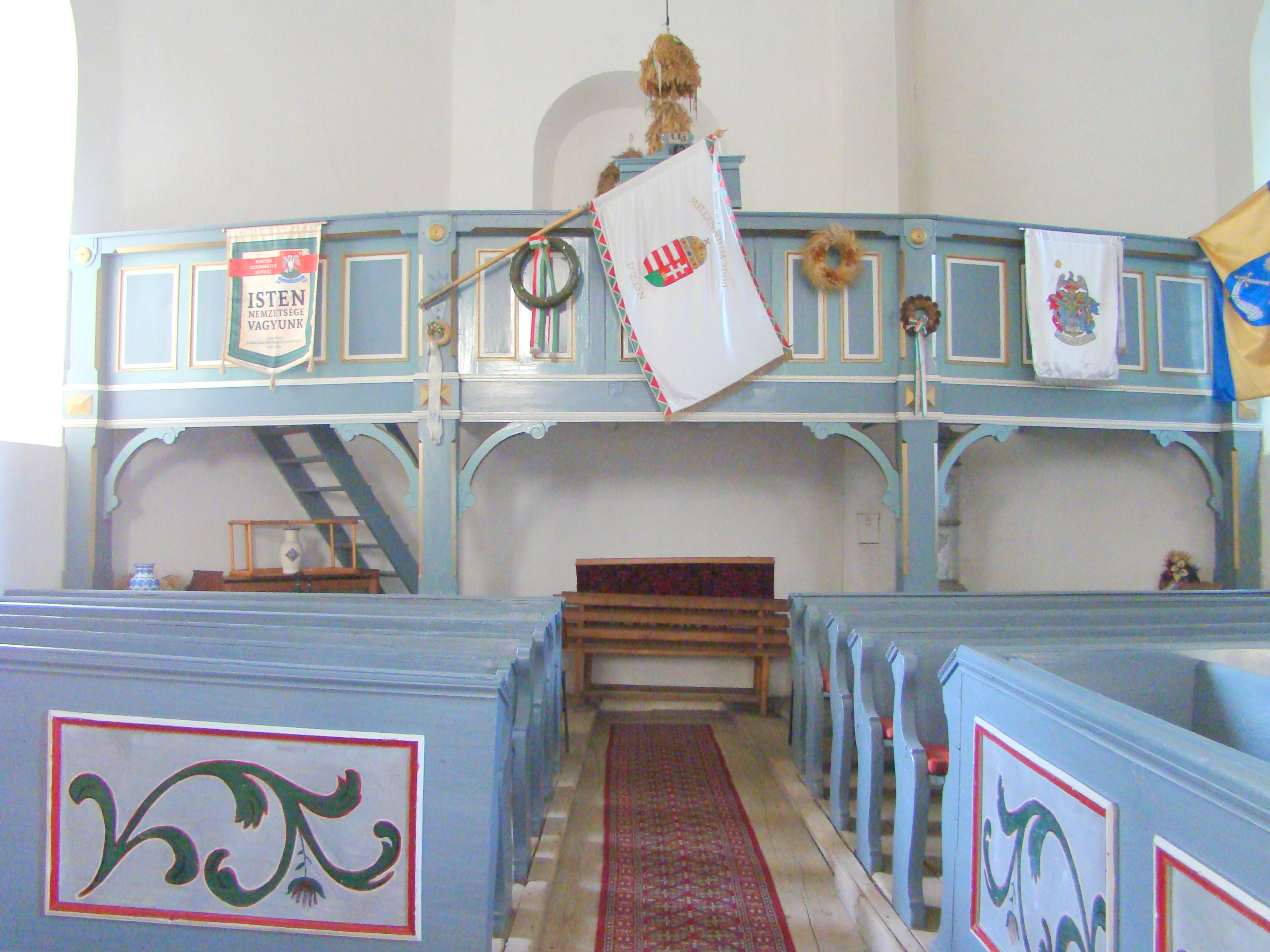
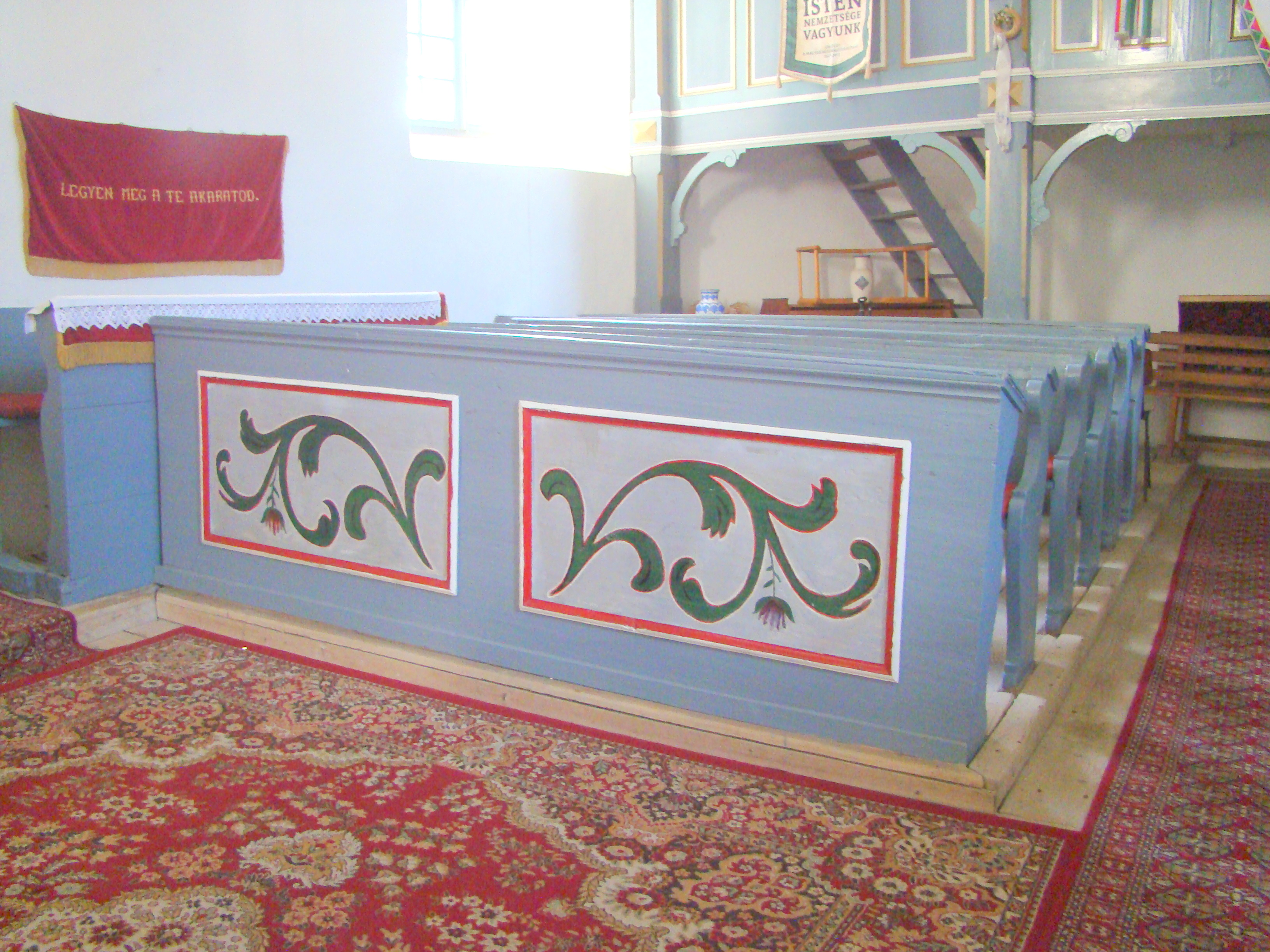
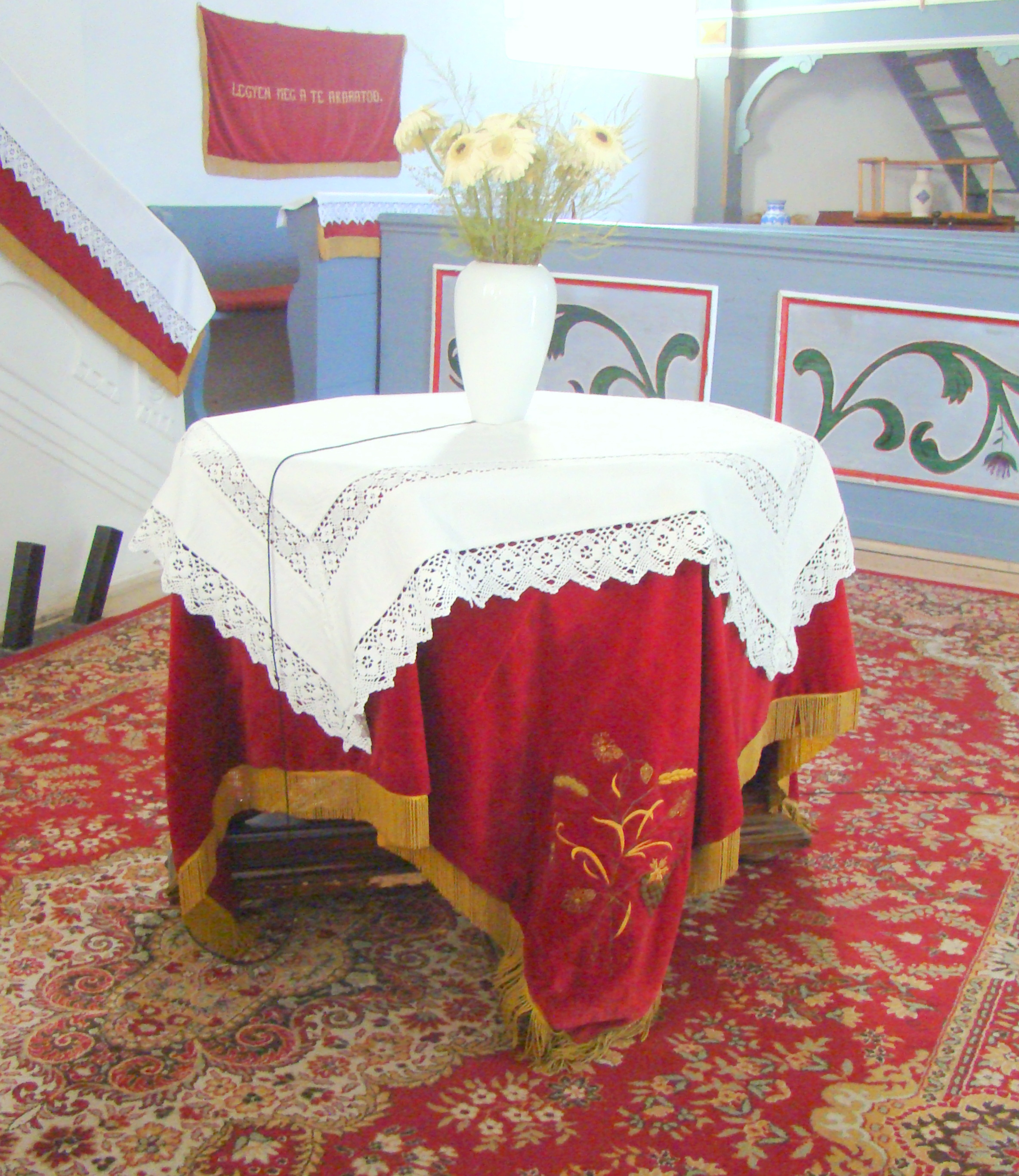
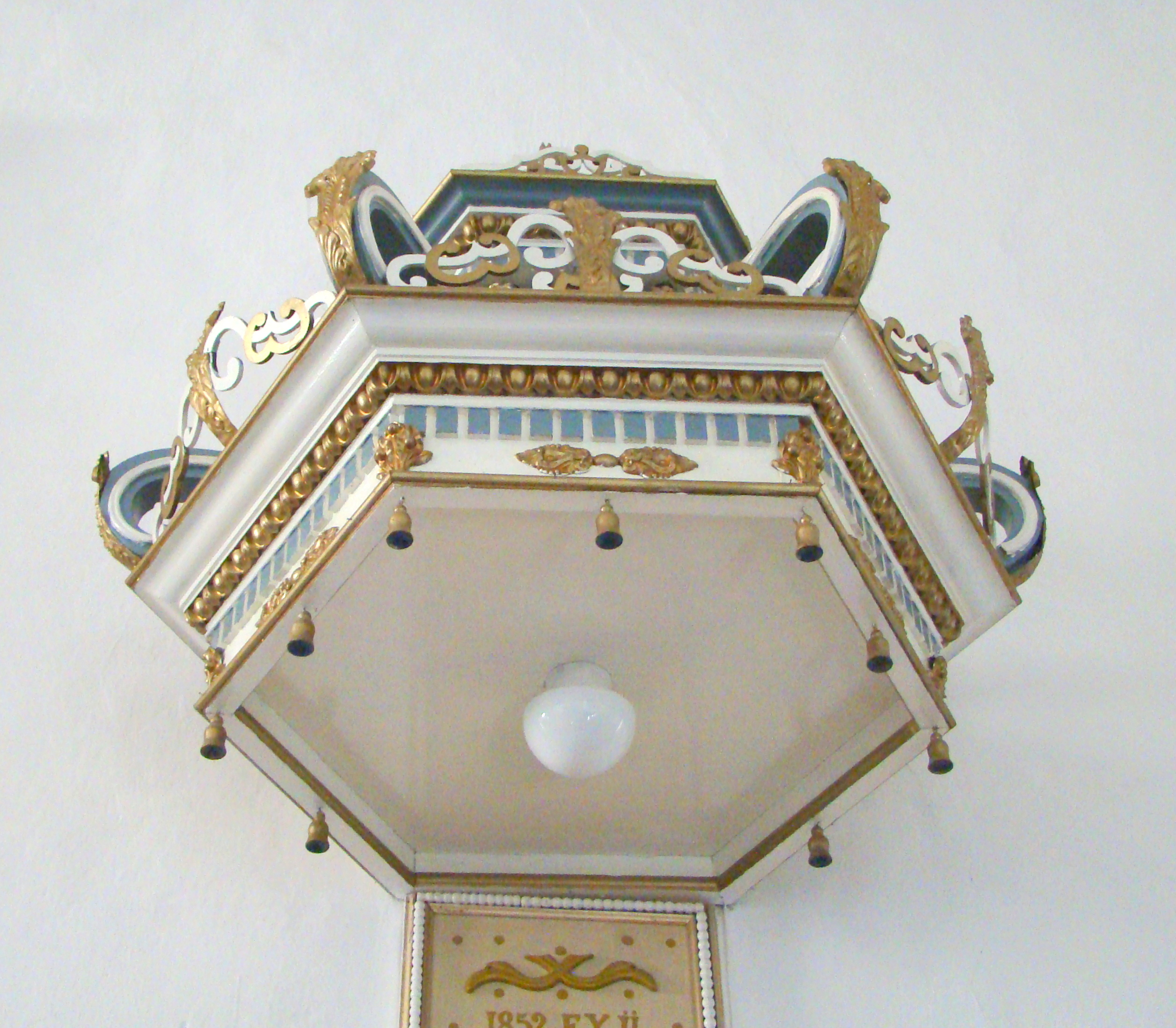
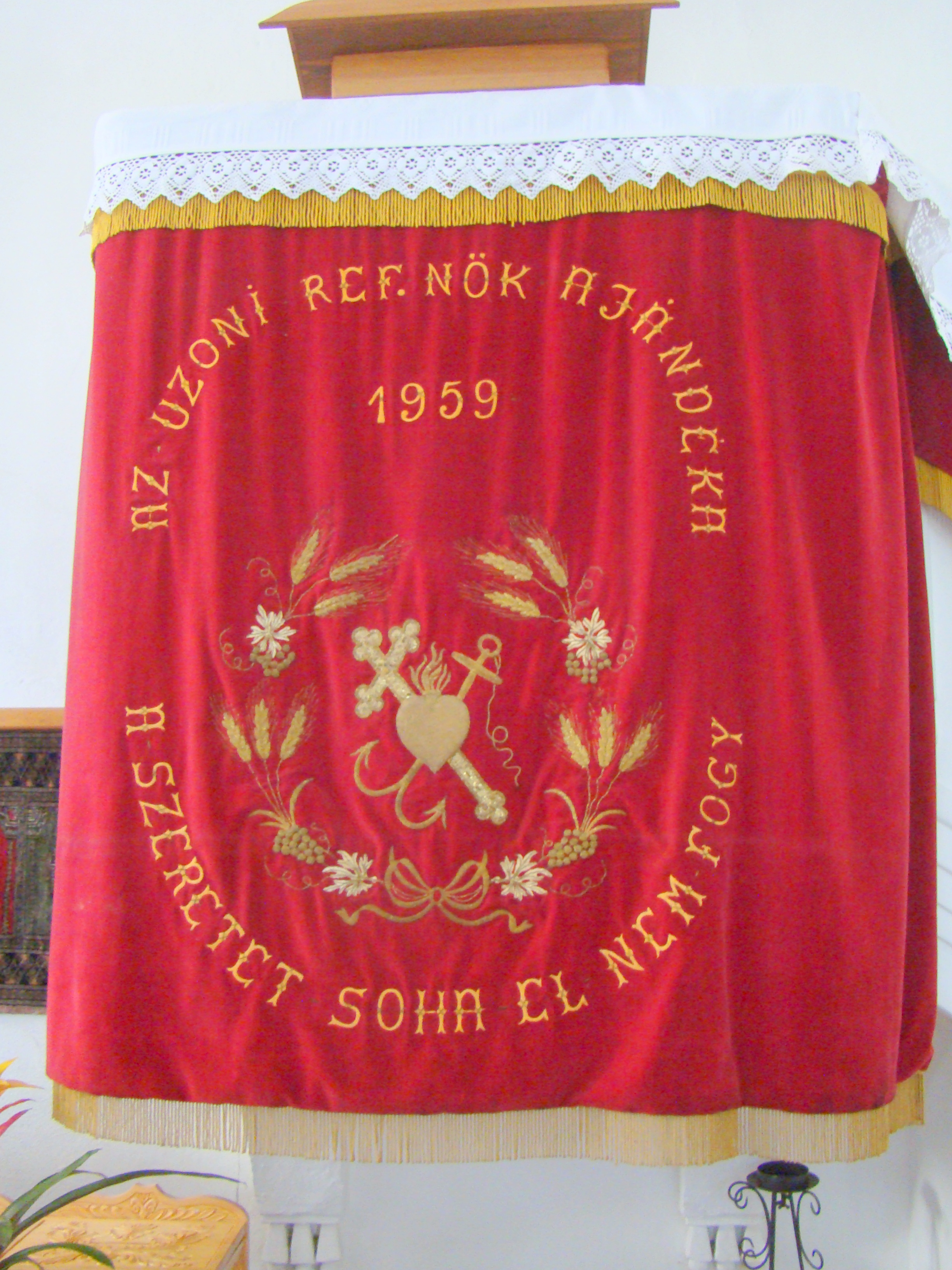
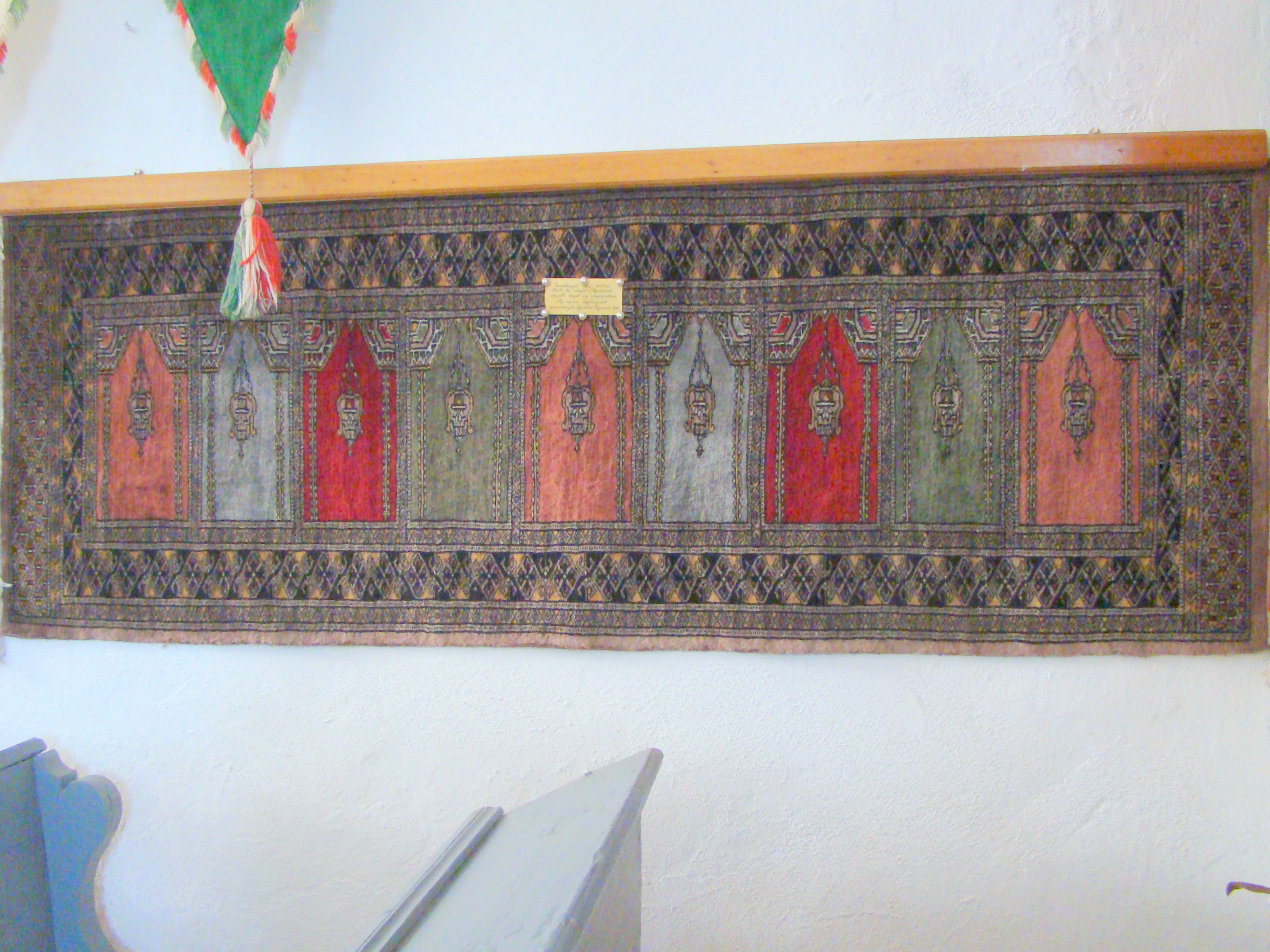
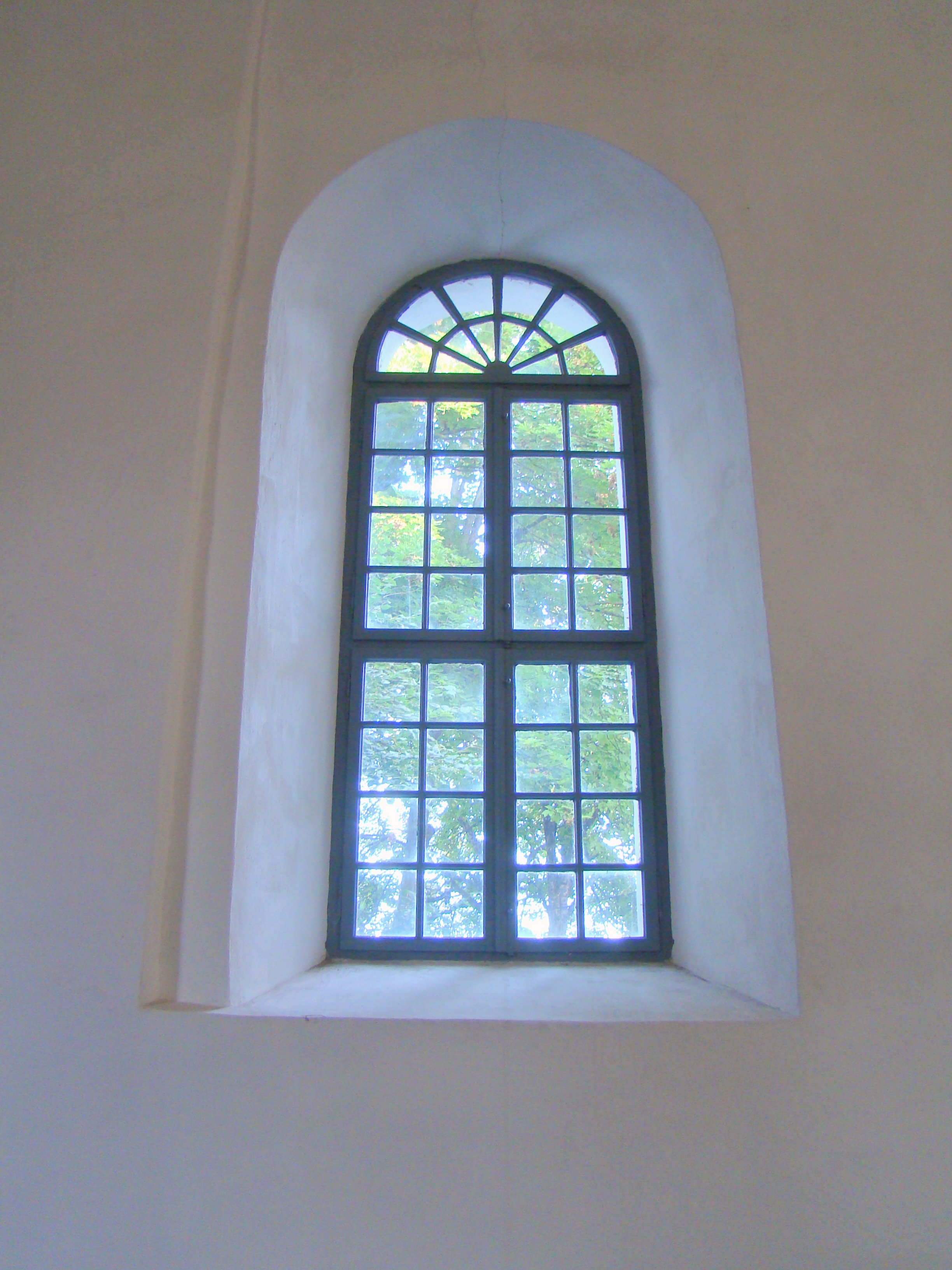
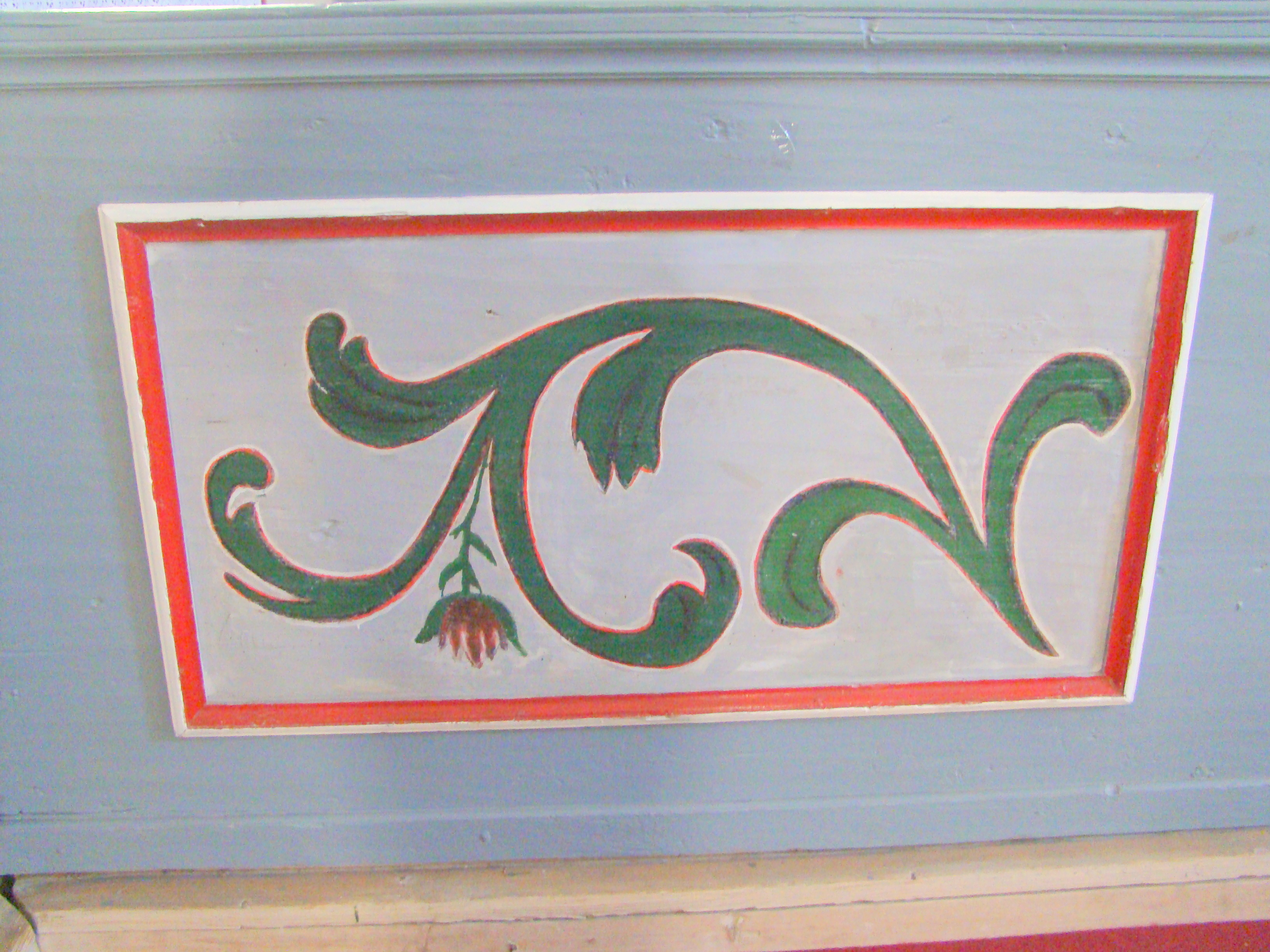
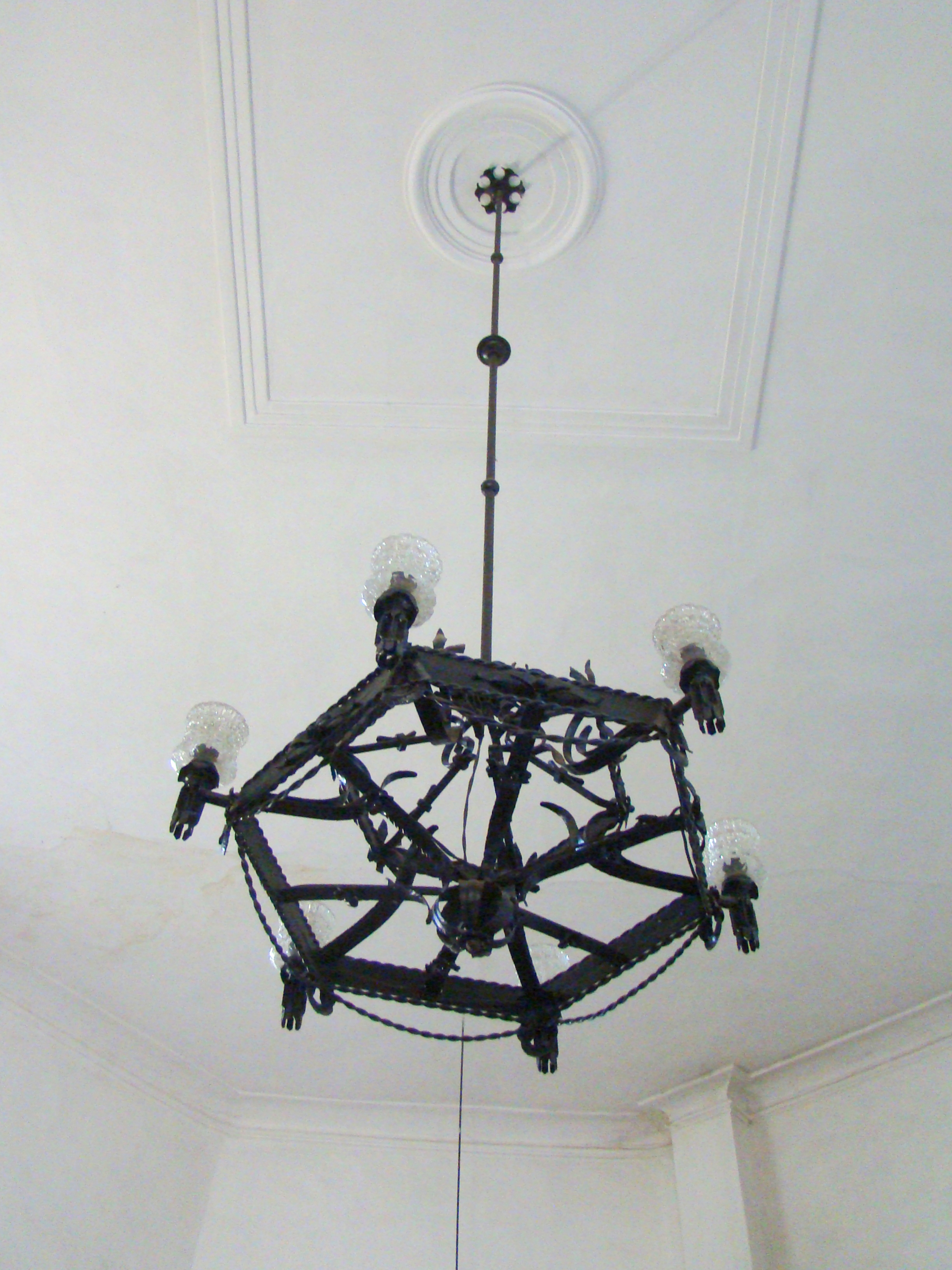
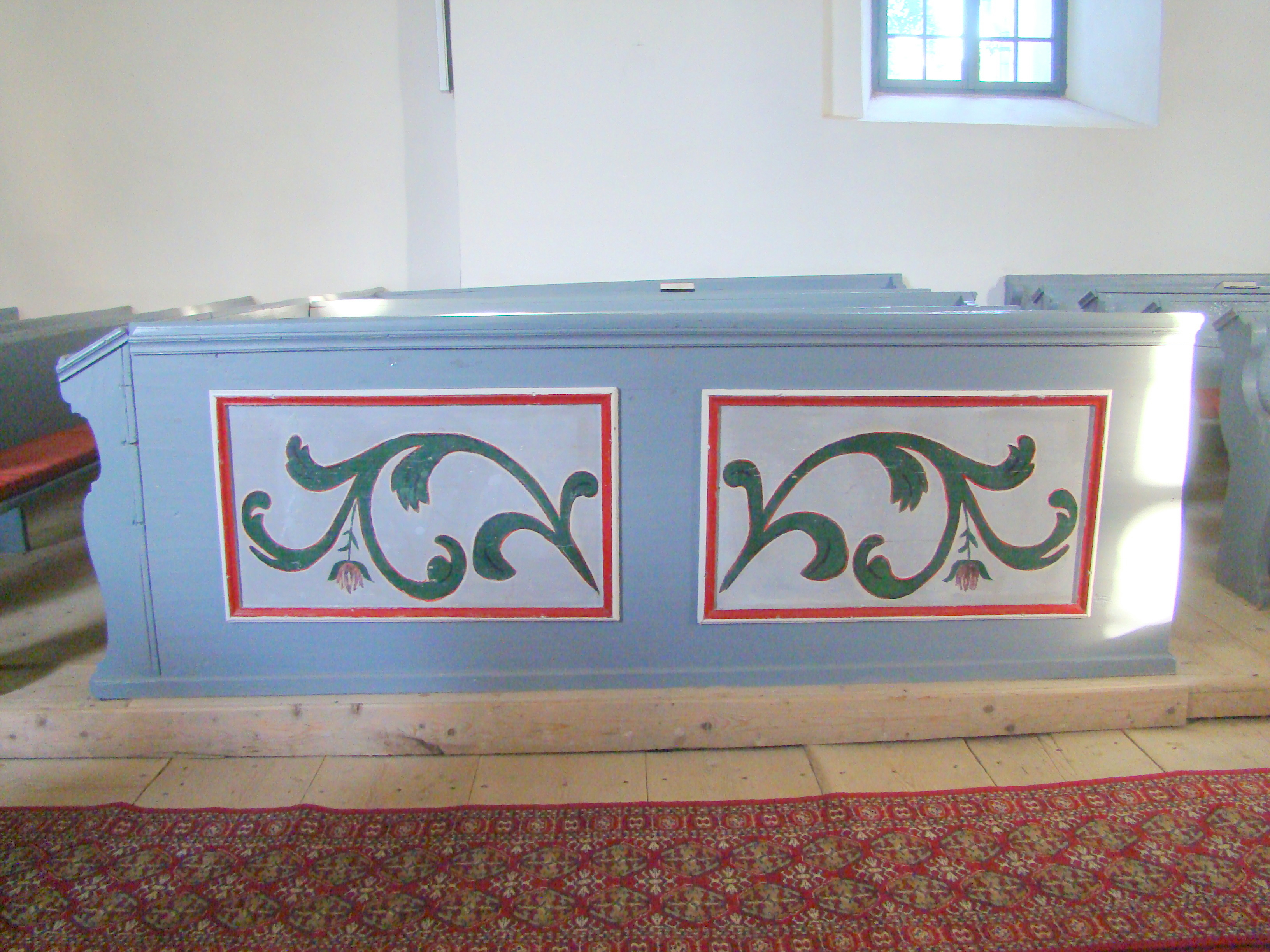
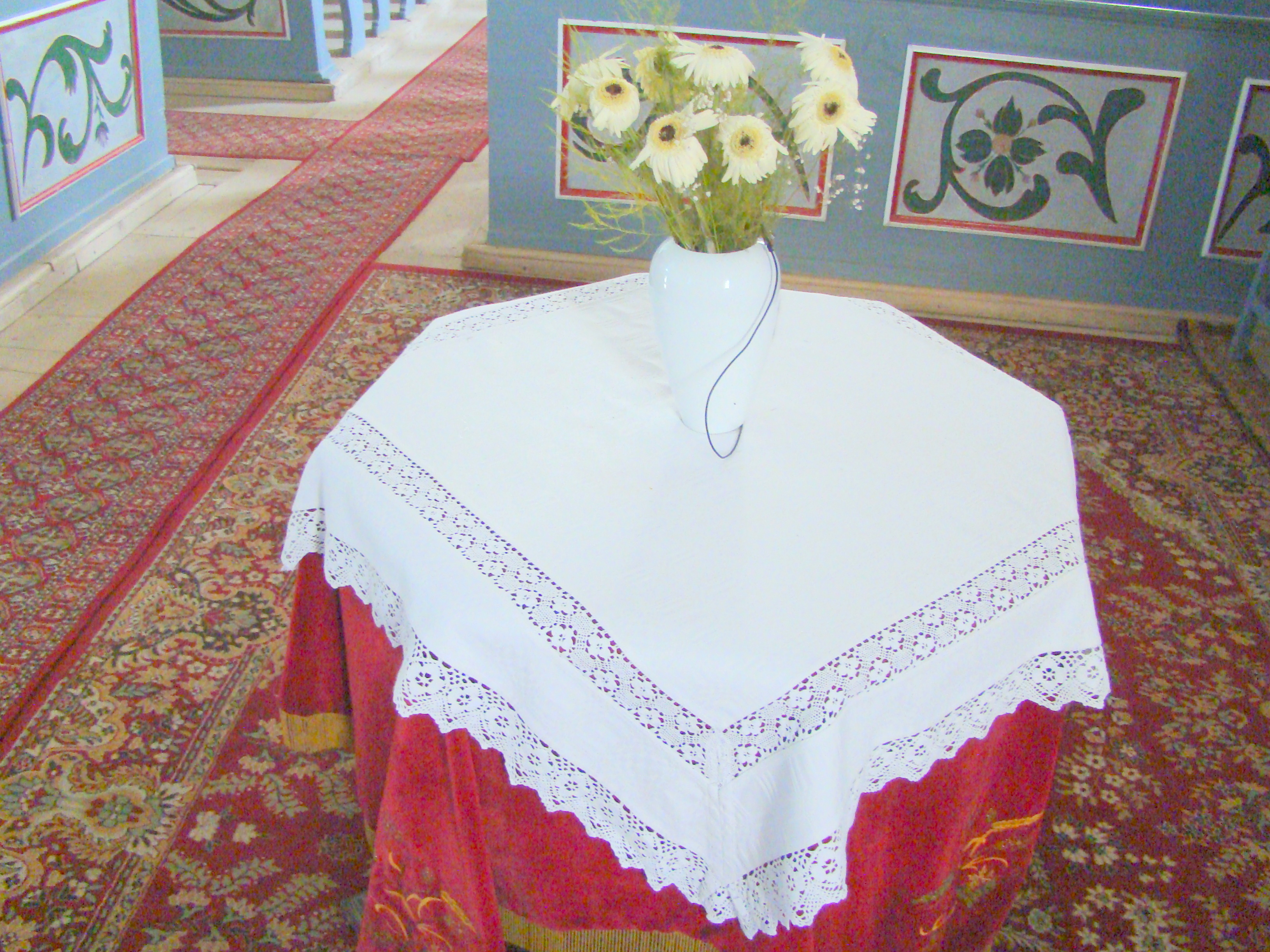
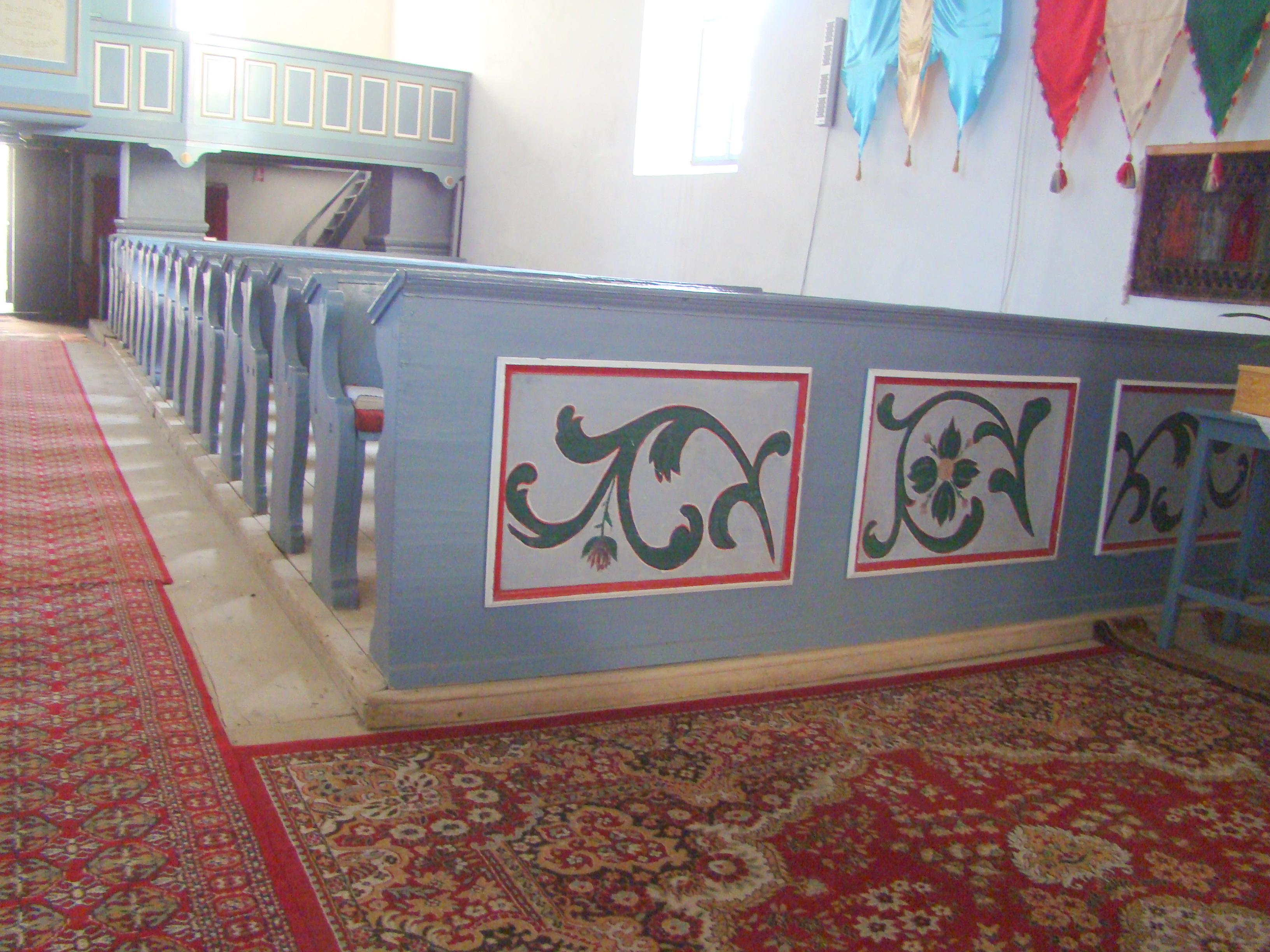
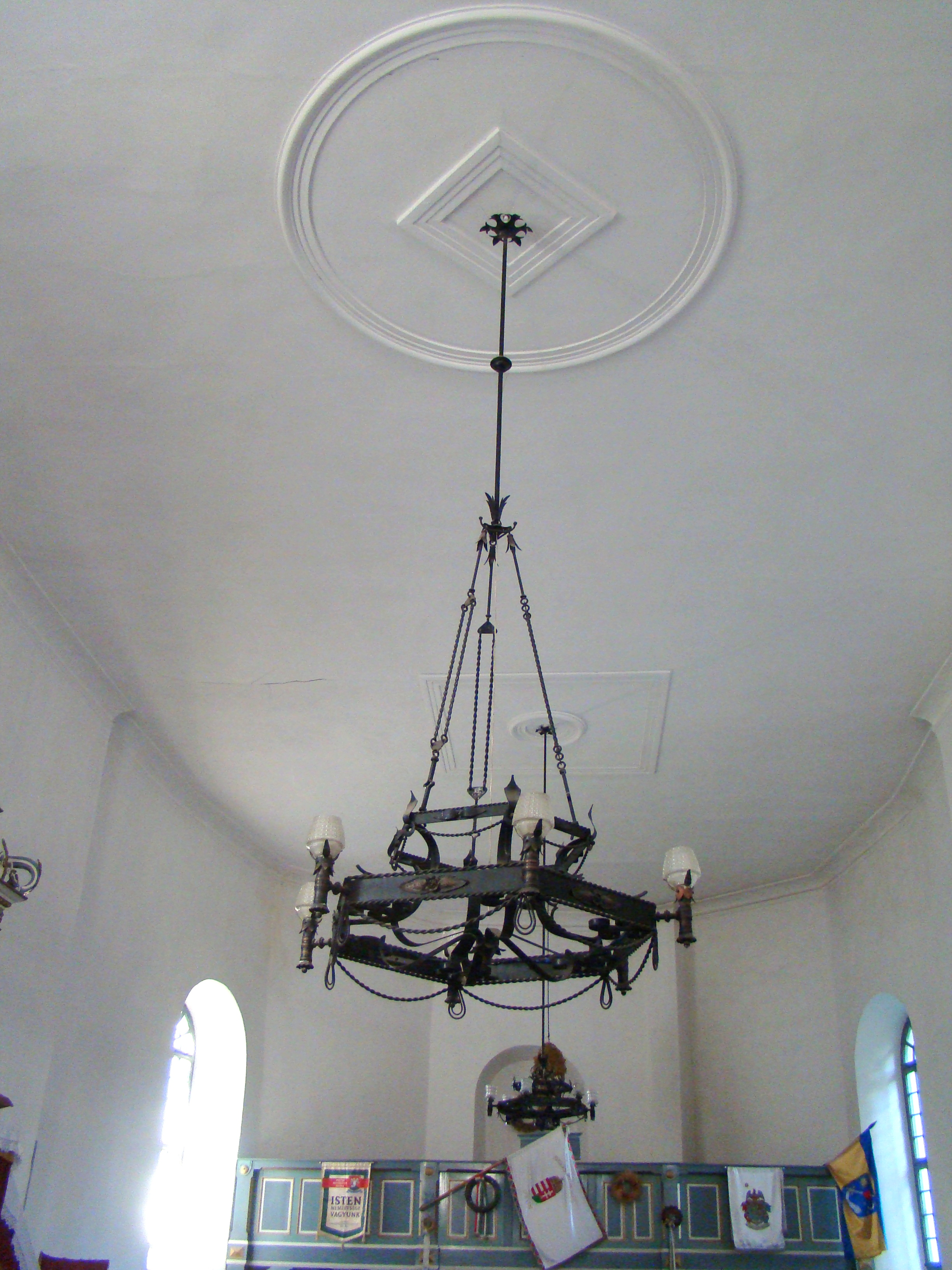
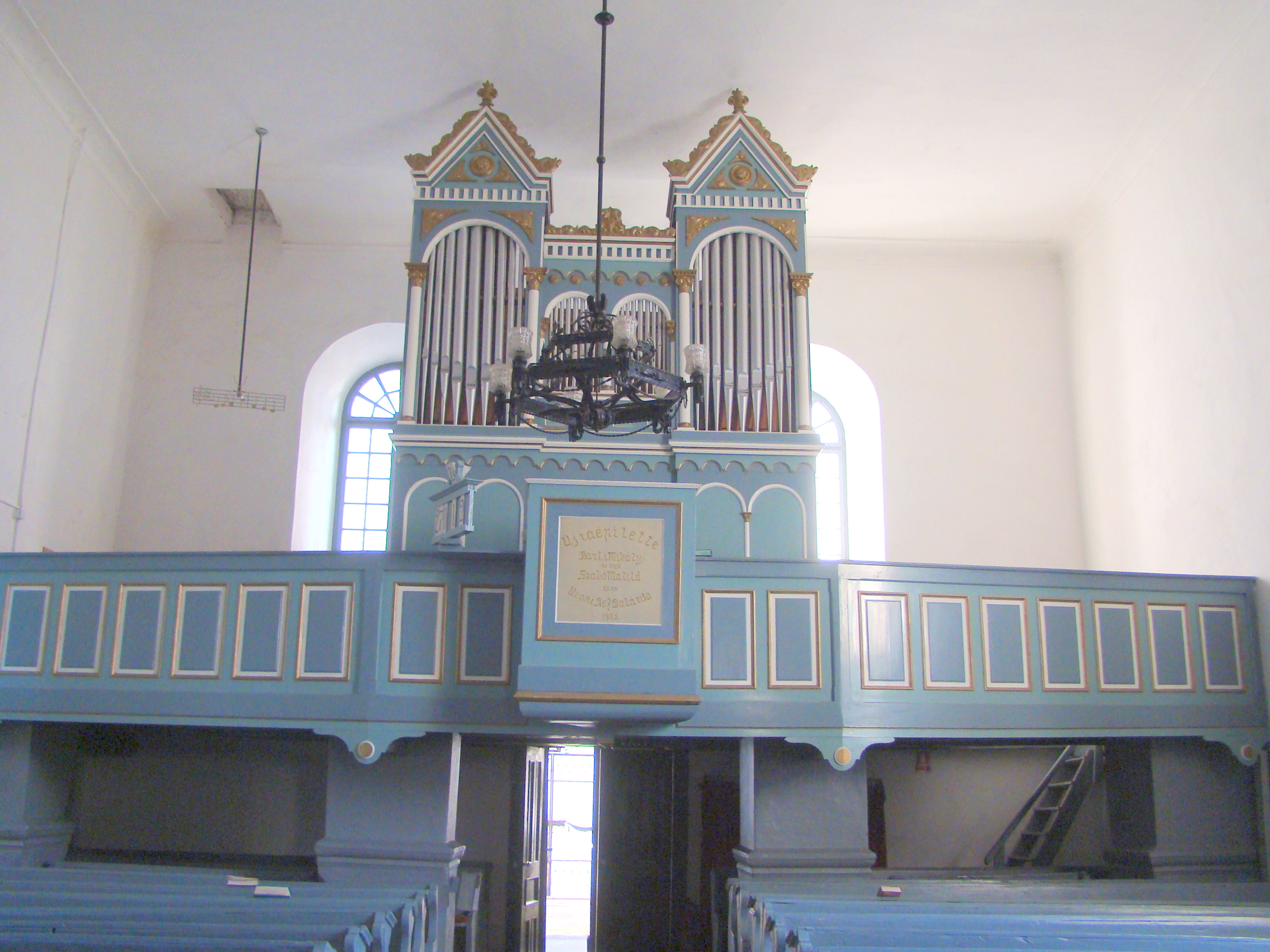
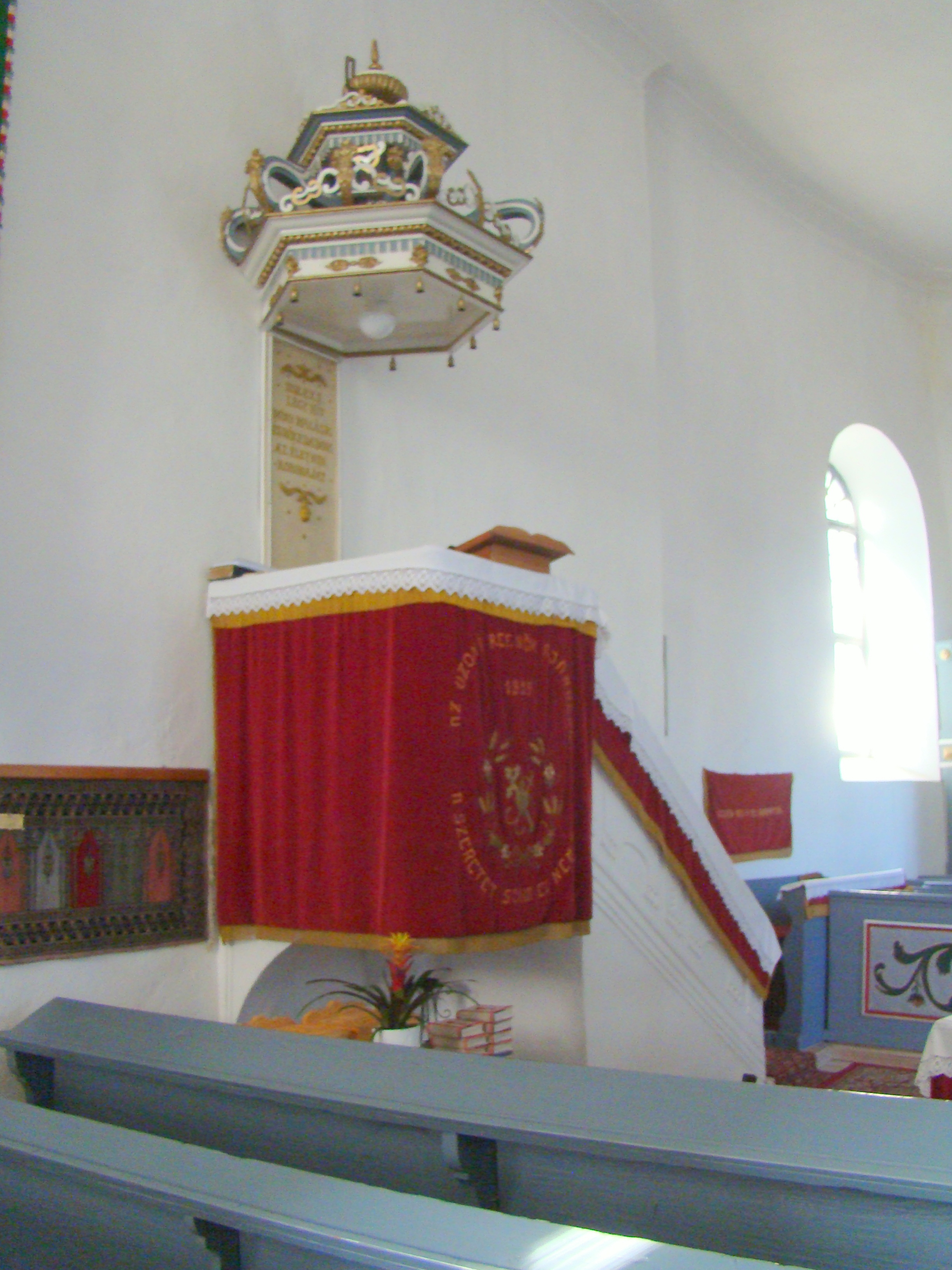
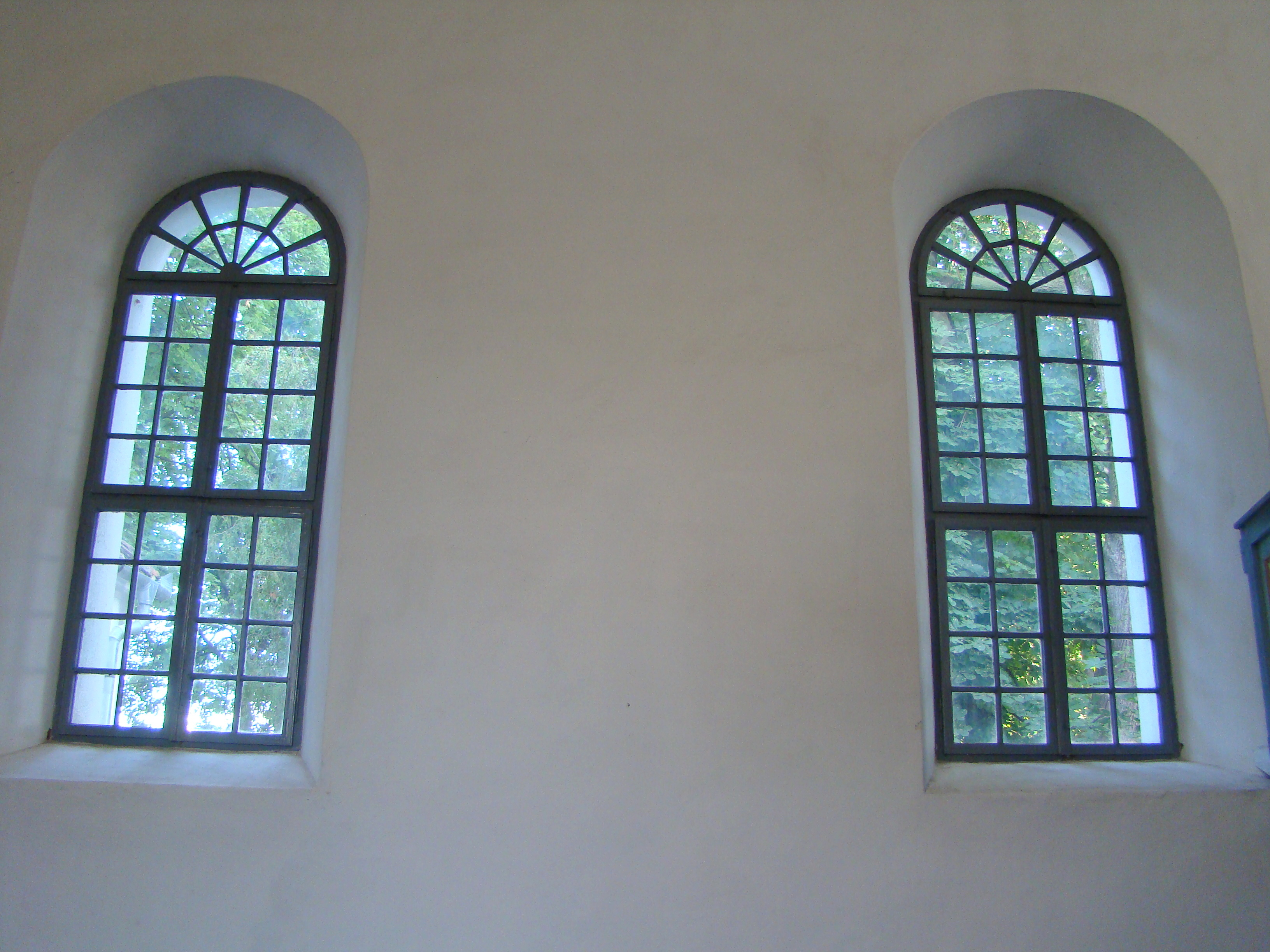
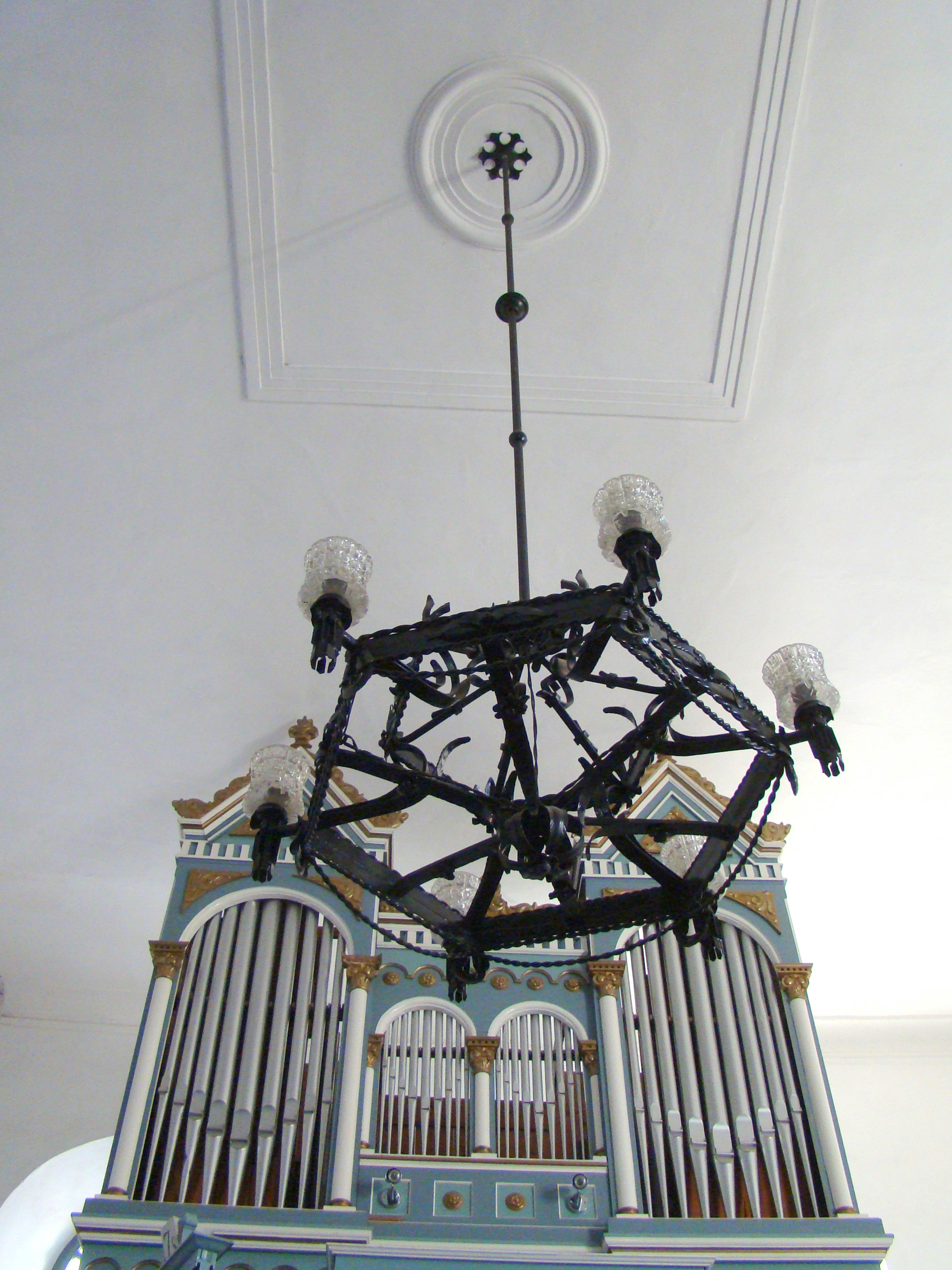
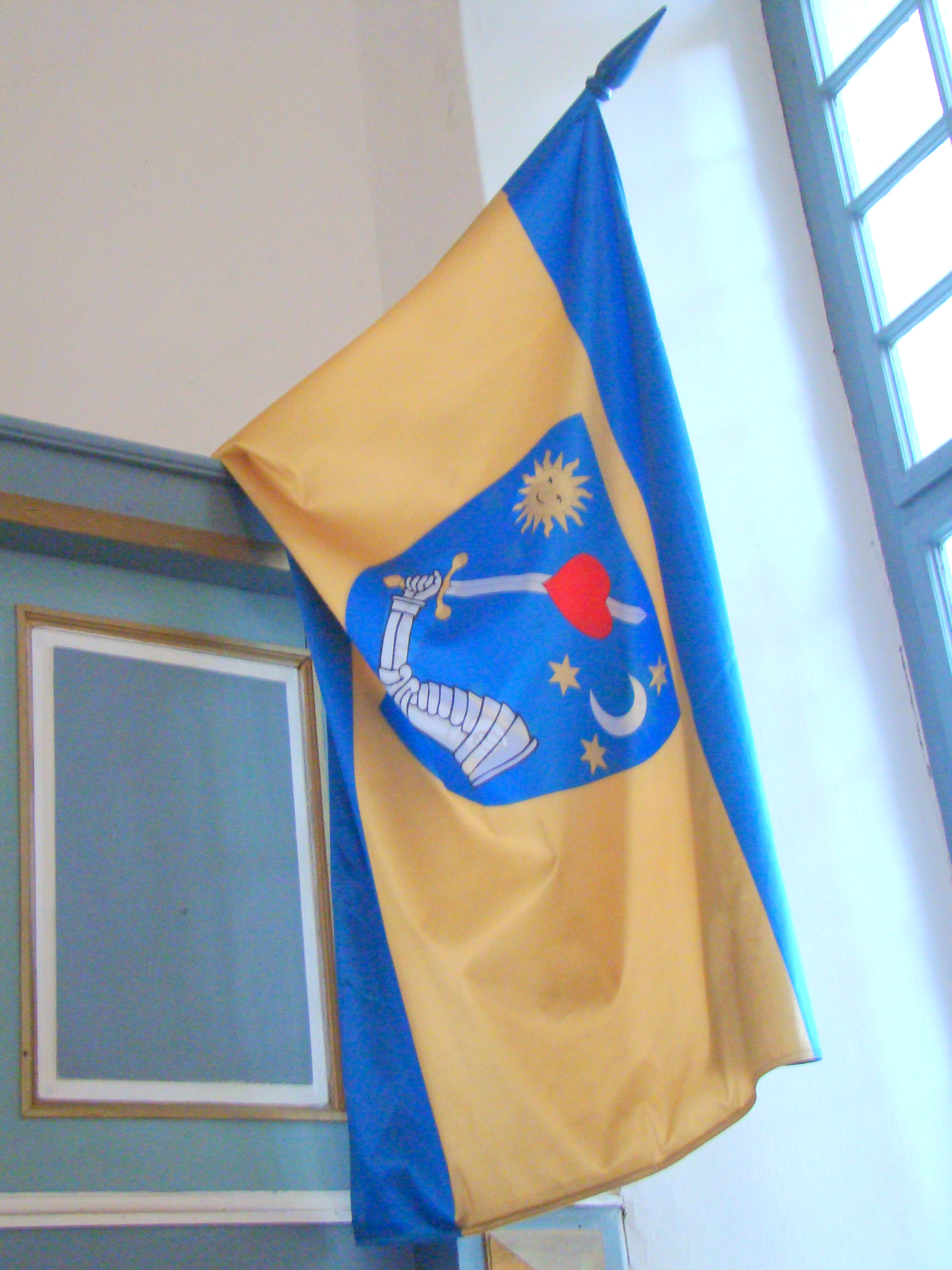
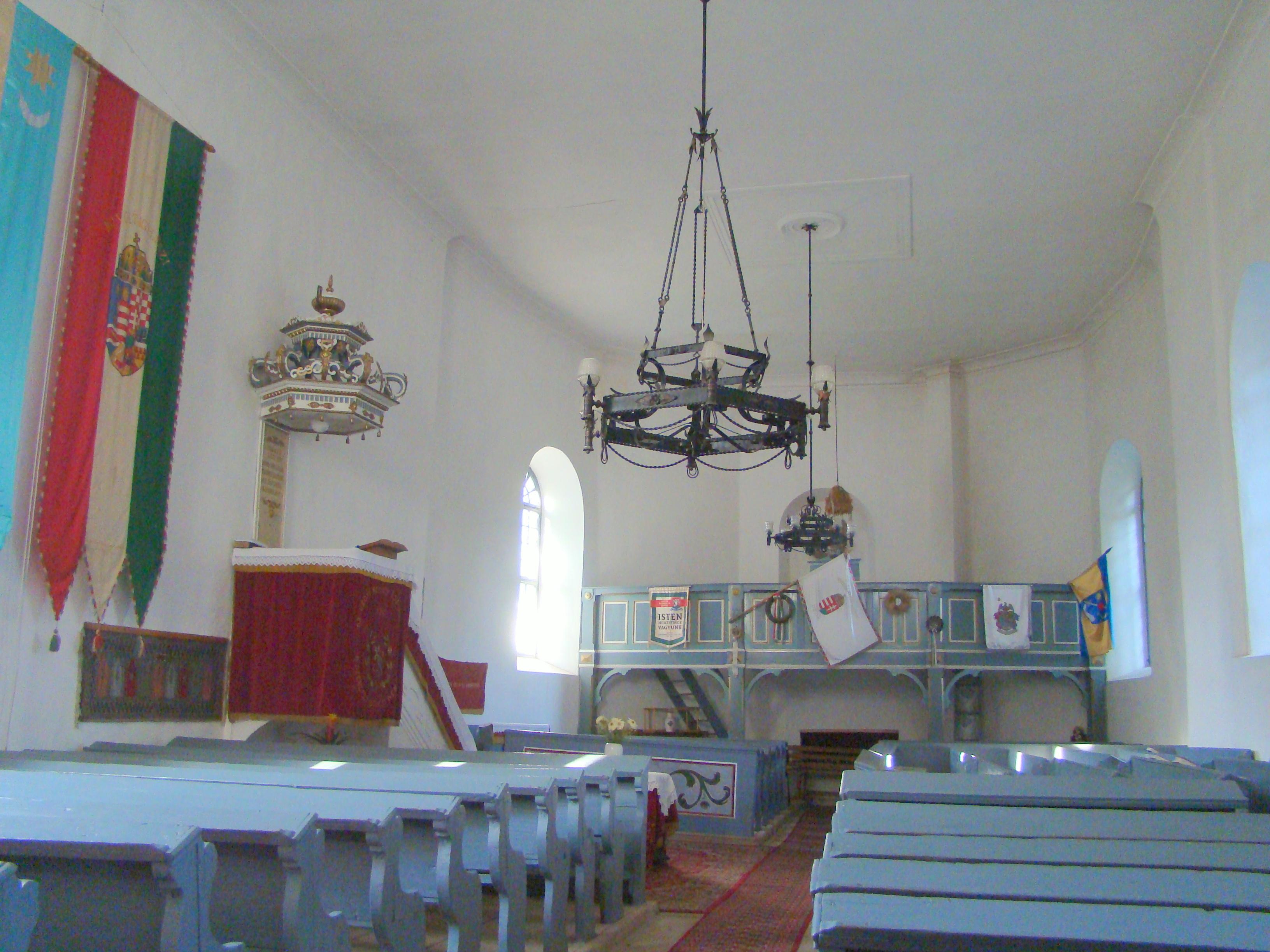
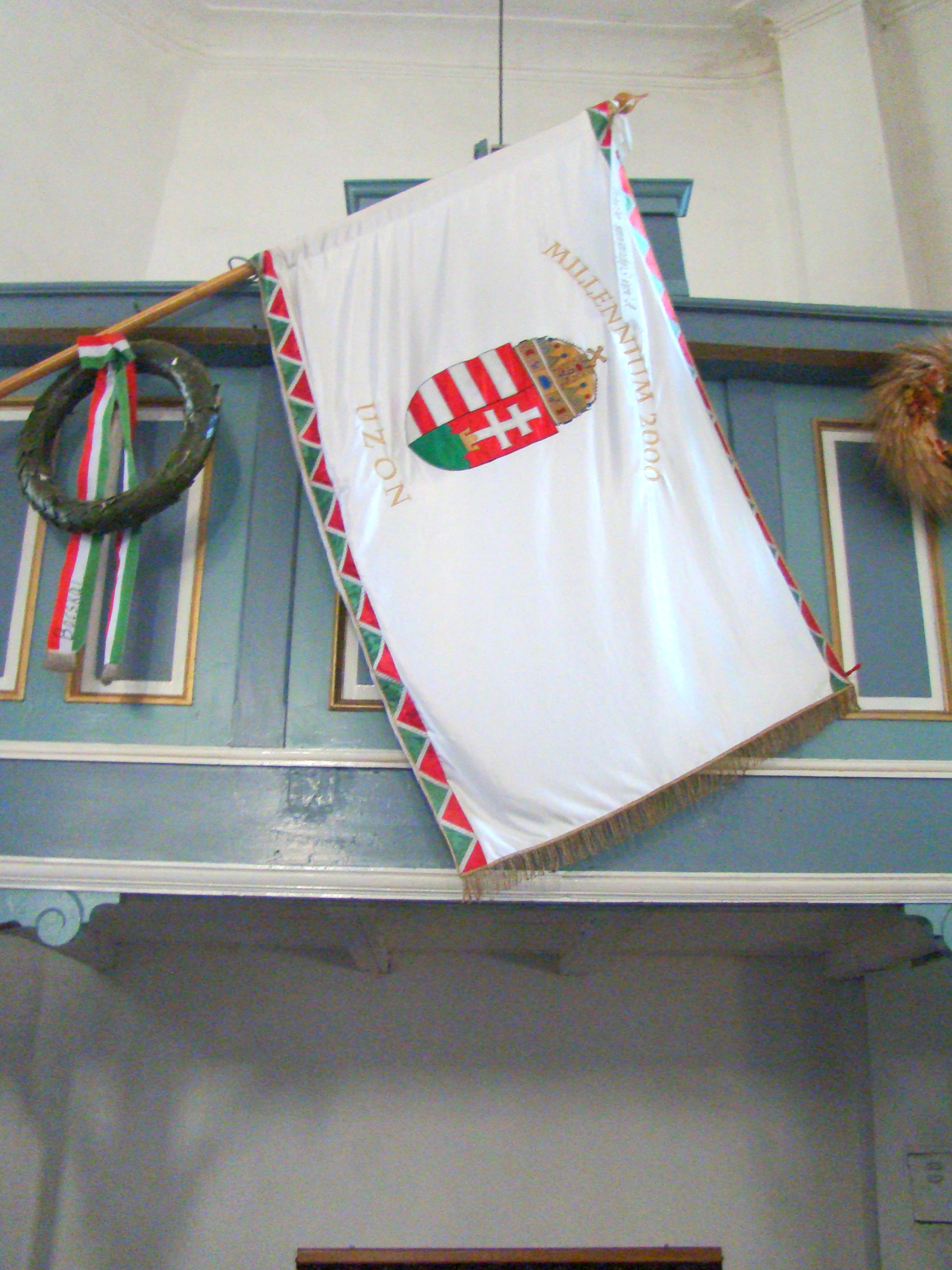
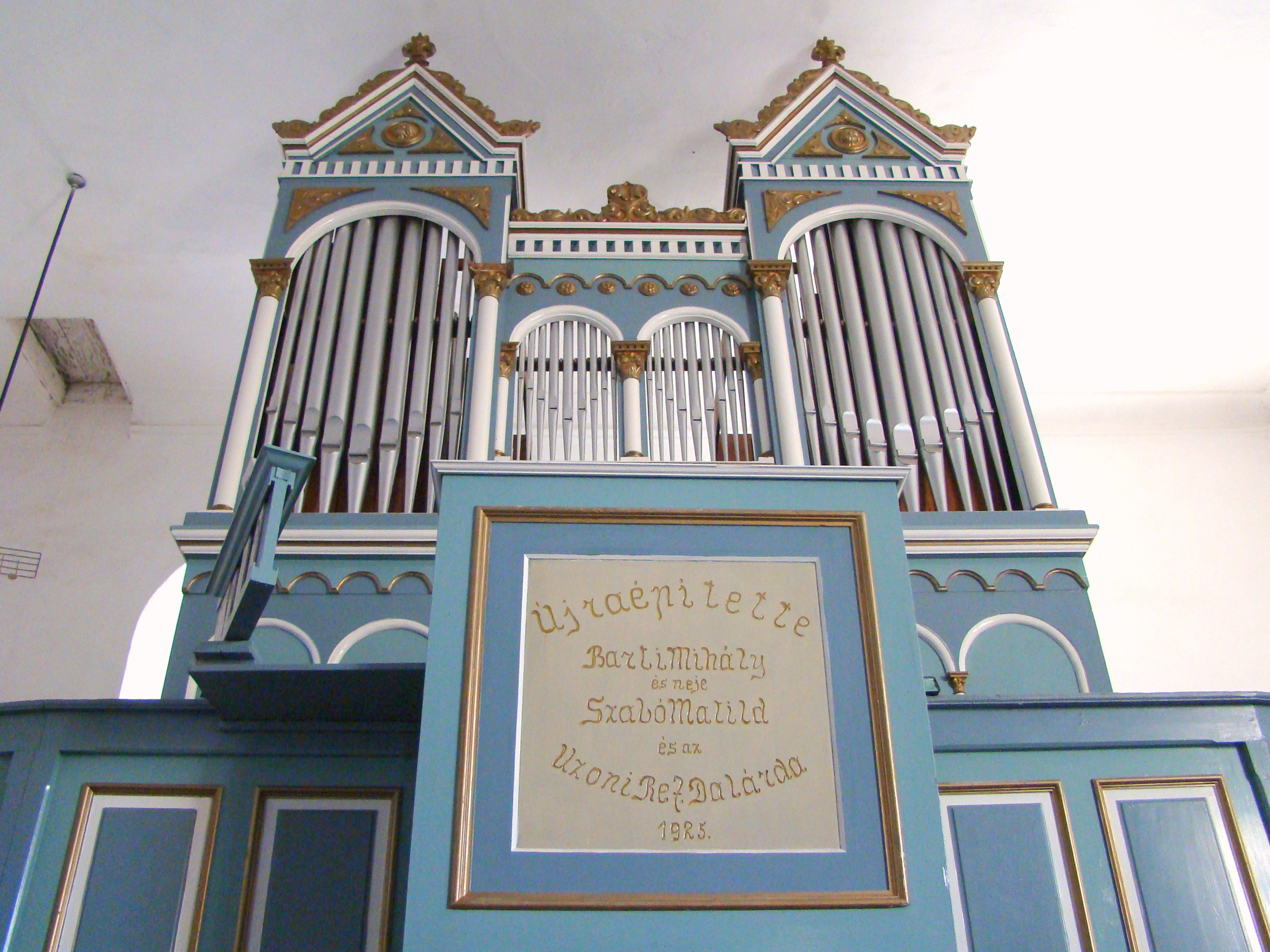
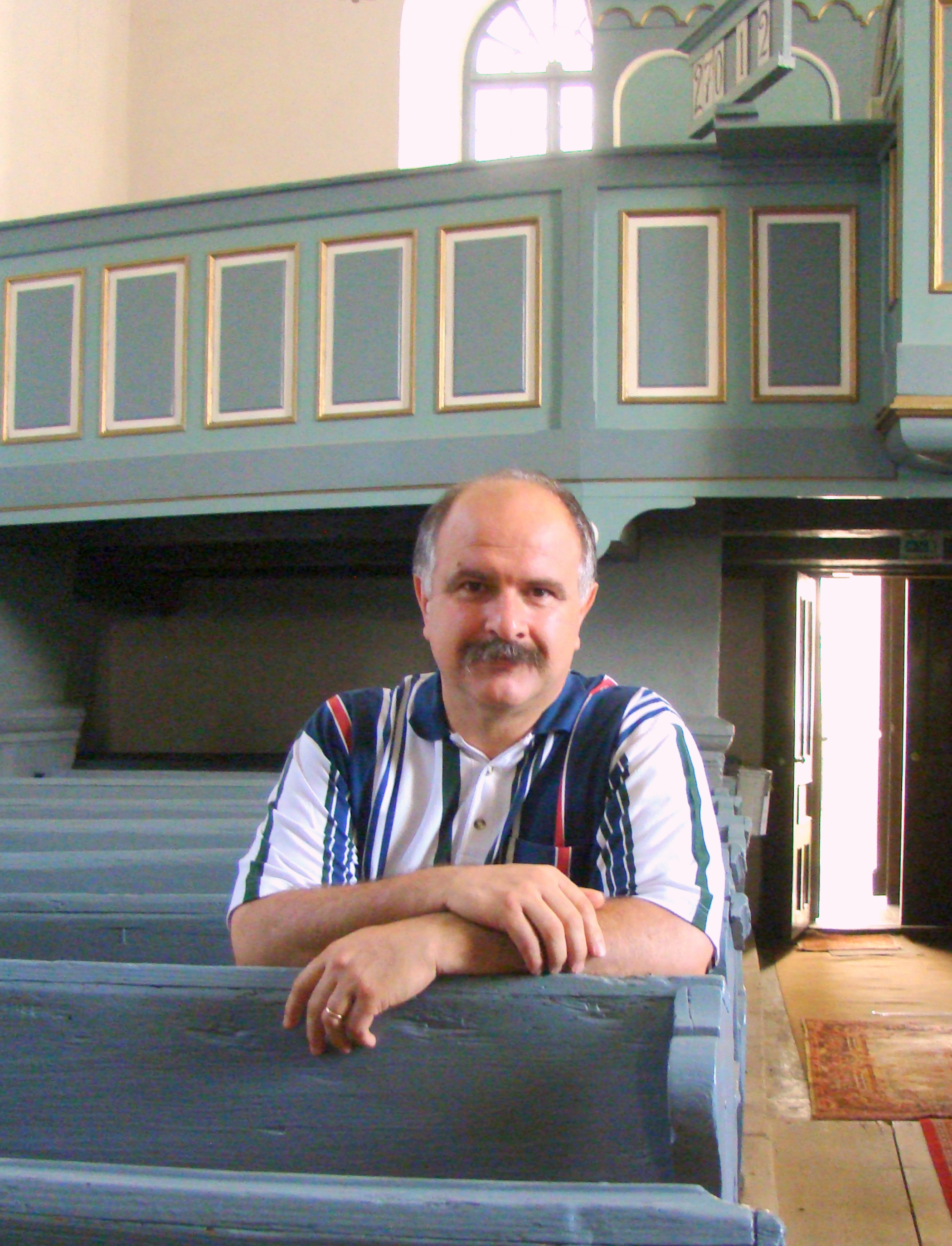
Pastorul reformat din satul Ozun: Ungvári Barna András
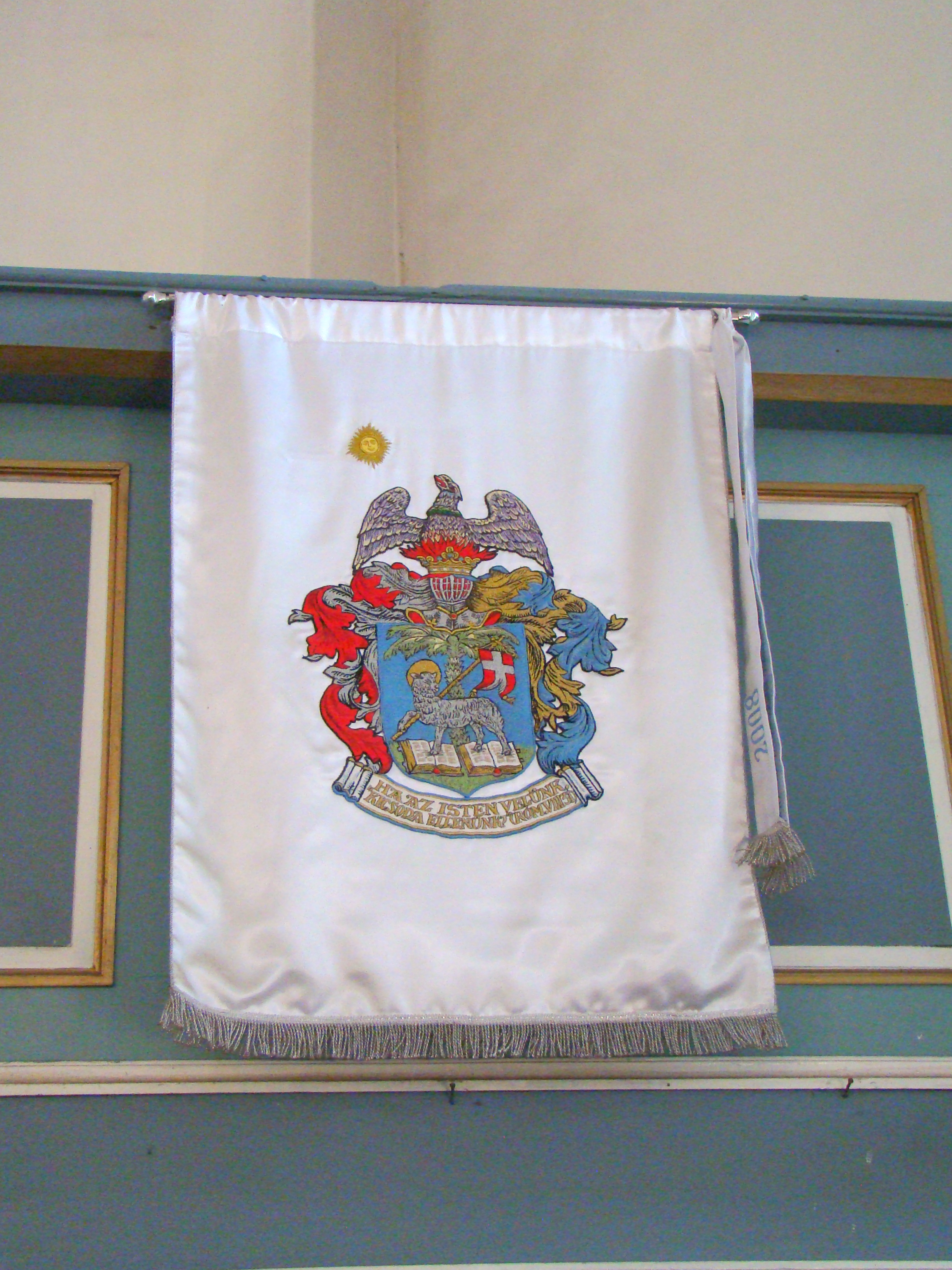
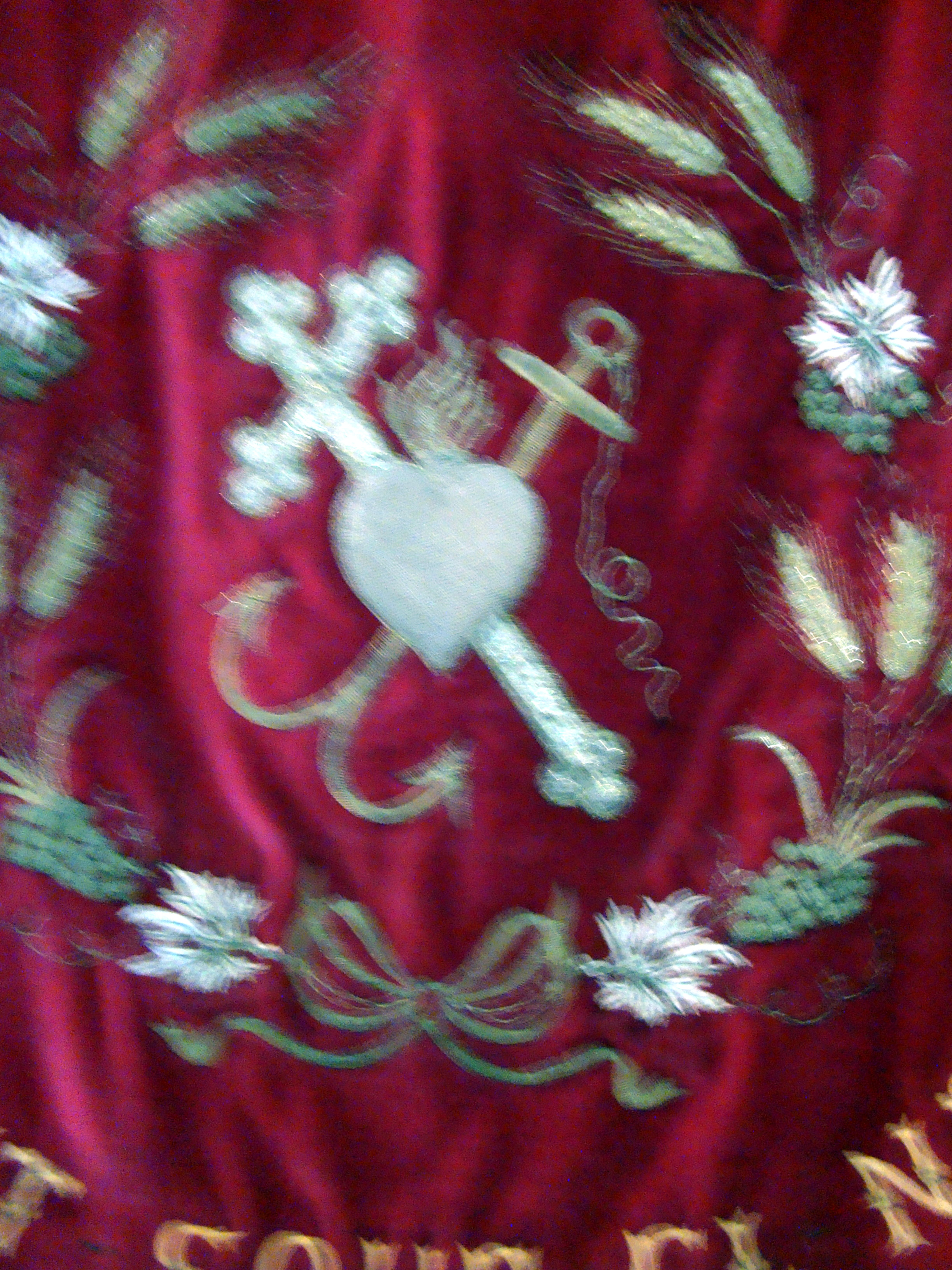
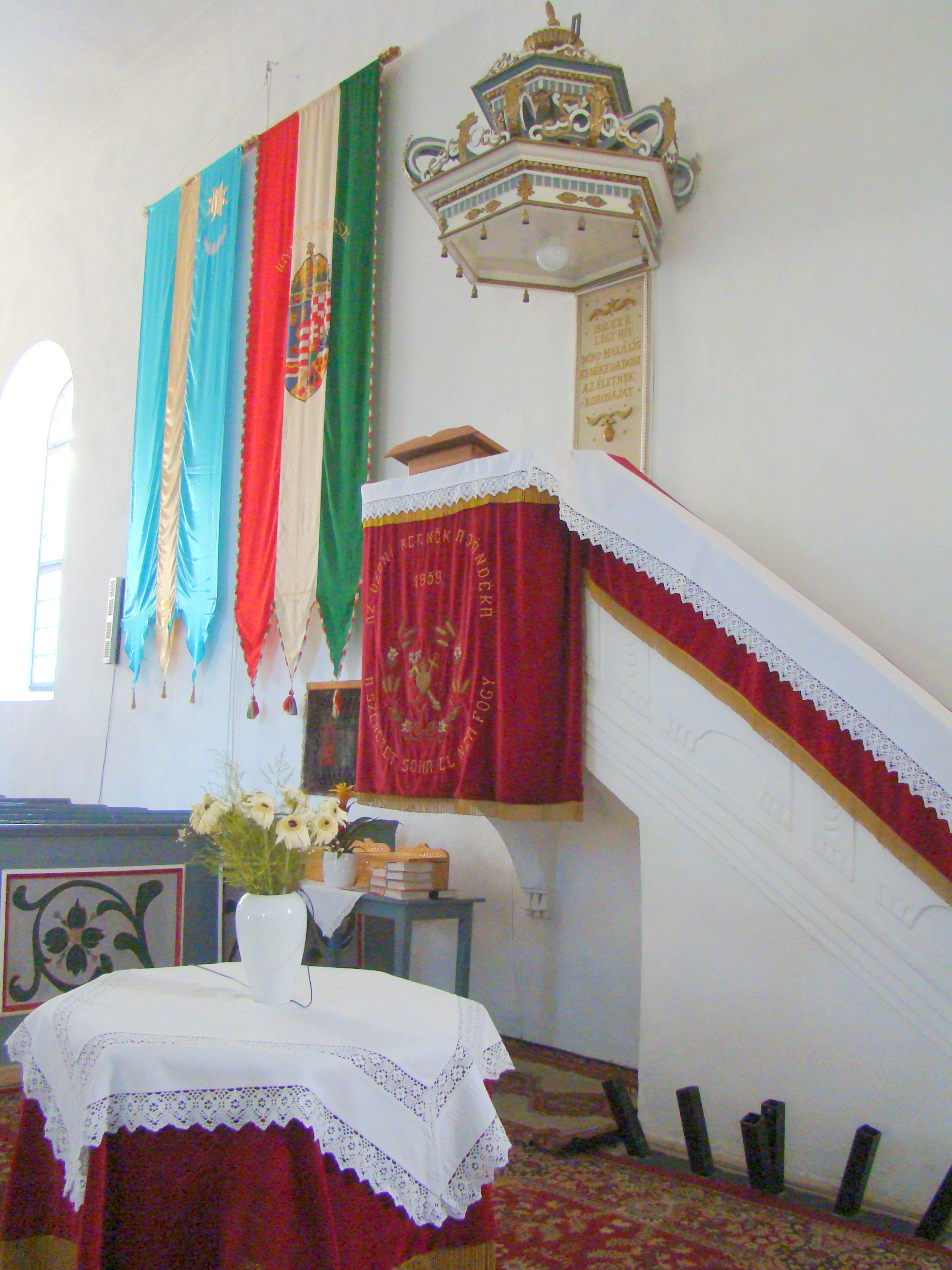
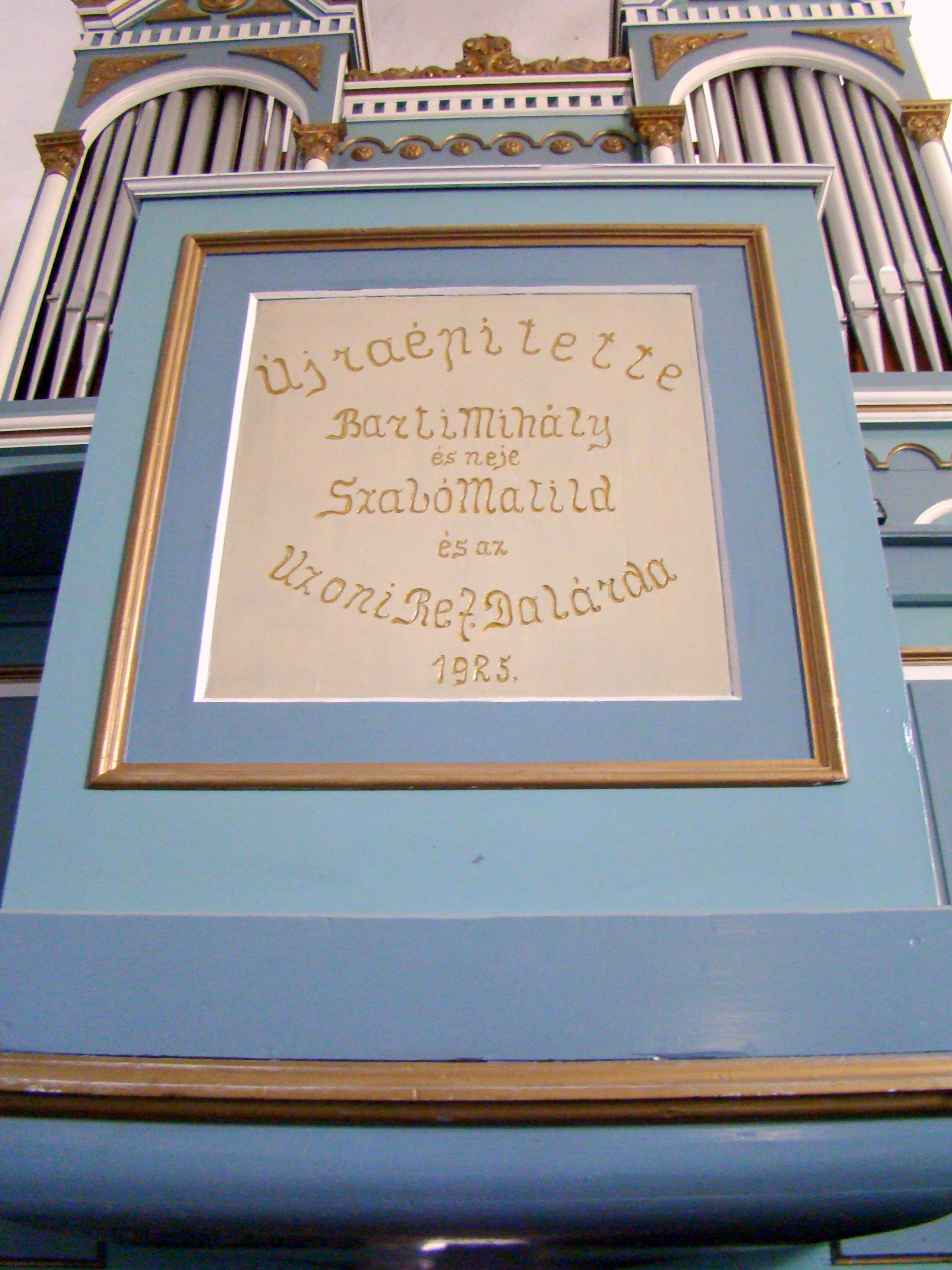